# Хайфа
Хайфа (івр. חֵיפָה, Хейфа́, араб. حَيْفَا ) — третє за величиною місто Ізраїлю зі змішаним єврейсько-арабським населенням. Столиця Хайфського округу, і вважається столицею півночі та її найбільшим міським центром.
Хайфа є важливим транспортним, промисловим і культурним центром, що впливає на всю державу Ізраїль, і одним з морських торговельних центрів Ізраїлю. З найперших днів це було портове місто. Навіть у 2000-х роках одним із символів міста є порт Хайфи, який є одним з двох найбільших торгових портів Ізраїлю.
Хайфа лежить на схилах гори Кармель. Тут знаходиться Всесвітній центр Бахаї, він є об'єктом всесвітньої спадщини ЮНЕСКО і місцем для паломників бахаї.
Населення — 289,535 чол. (2022).

## Топографія міста
Хайфа розкинулася біля Середземного моря на схилах гори Кармель. Відповідно до природної топографії місто розташоване на трьох рівнях:
- у нижньому місті на території, частково відвойованій у моря, знаходяться порт і торгові райони;
- у середньому — розміщені старі житлові райони;
- у найвищому — стрімко ростуть сучасні житлові квартали з широкими вулицями, парками й розлогими соснами. Звідси видно промислову зону й піщані пляжі, які лежать унизу на березі широкої затоки.

## Походження назви
Згідно з розповсюдженою версією, назва міста походить від слів «хоф яфе» — «гарний берег». Також є версії, що назва походить від «ha-яфа» — «гарна» та від «хай по» — «живи отут».

## Історія

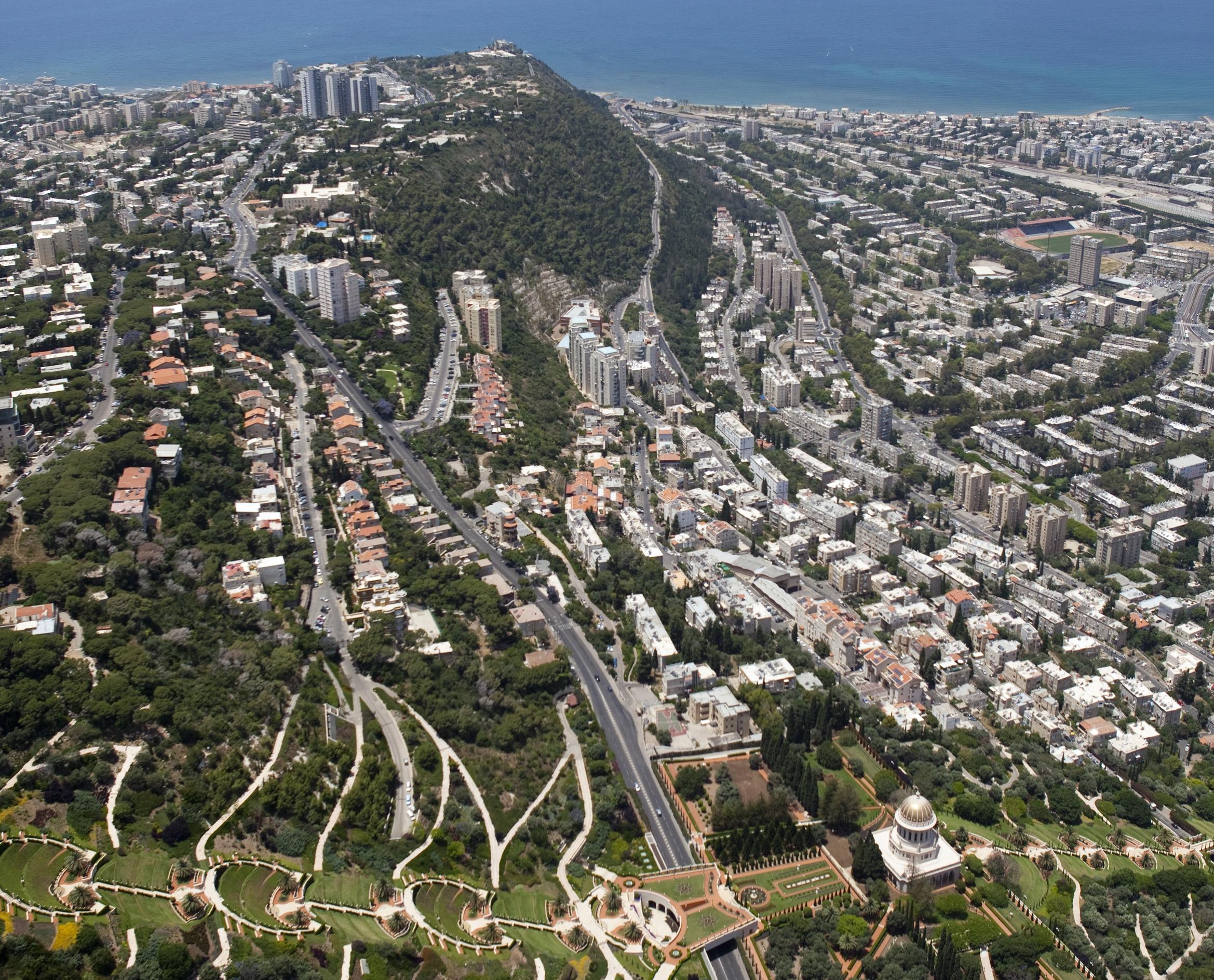
Вид на Хайфу зі сходу. Справа наліво: Нижнє місто, квартали Адар і Кармель. По краю фотографії, в центрі і праворуч: Західний район Хайфи

Хайфа була заснована в римську епоху. Під час походів хрестоносців вона була великим населеним пунктом та середземноморським портом. На горі Кармель у монастирі знаходився орден госпітальєрів, тамплієрів, і до сих пір діє орден кармелітів.
З кінця 1880-х років Хайфа стає воротами Палестини. В 1930-х місто стає центром нелегальної імміграції євреїв в Ізраїль. В 1944 році більшість населення міста складали євреї.

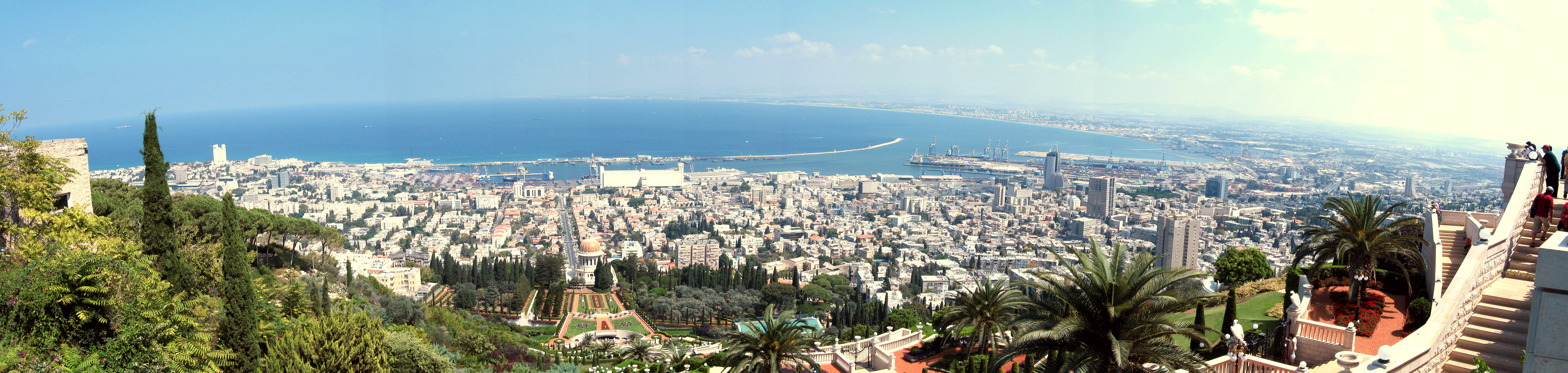
Панорама міста Хайфа (вид з гори Кармель)

## Економіка

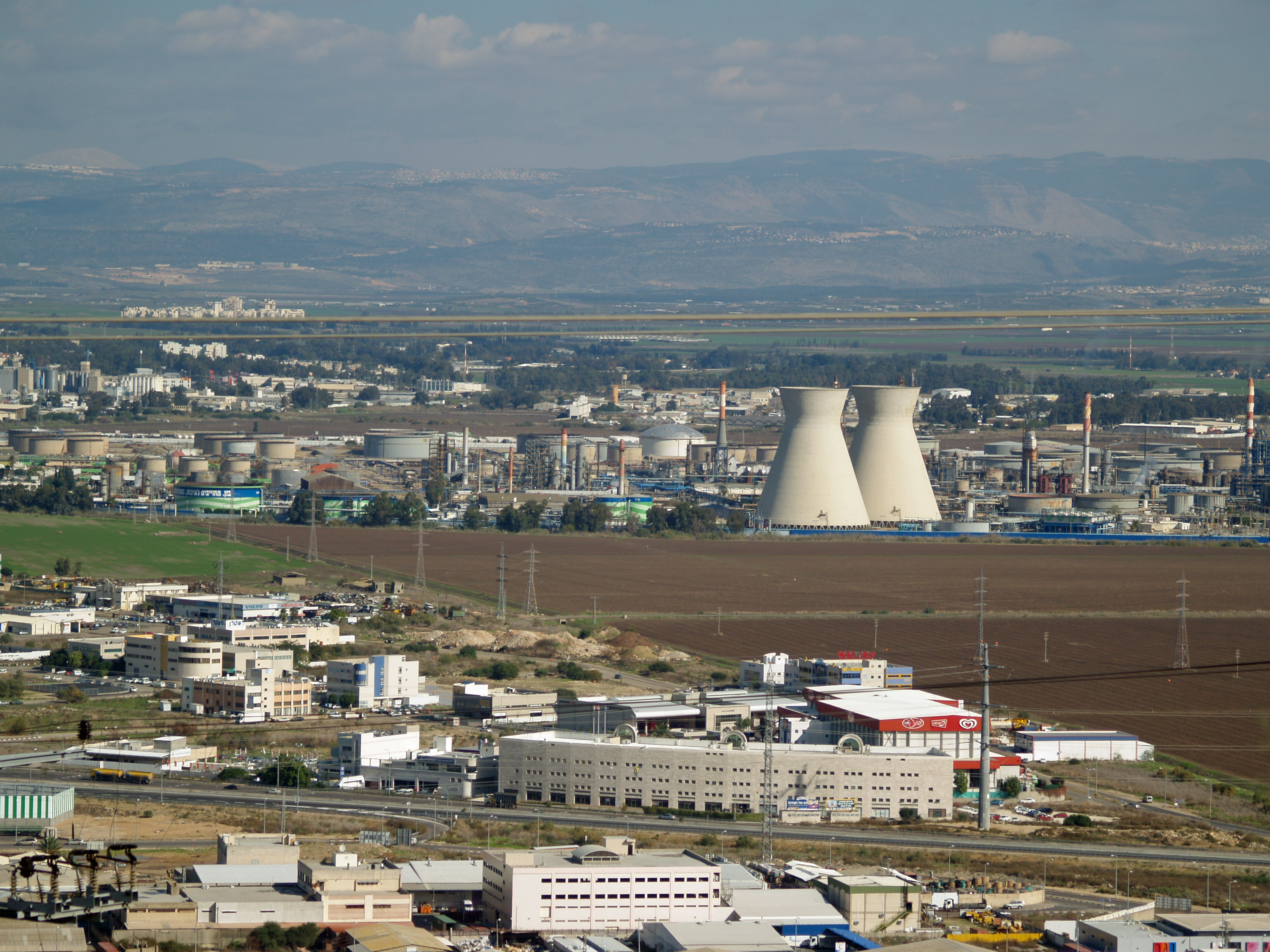
Хайфській НПЗ, найбільшої в країні із загальною переробкою нафти потужністю близько 9,8 млн тонн сирої нафти на рік

Фраза «Хайфа працює, Єрусалим молиться, а Тель-Авів гуляє» повністю відповідає життю міста. У Хайфі розташований нафтопереробний завод, який переробляє 9 млн т (66 млн барелів) сирої нафти на рік.
Матам (скорочено від Merkaz Ta'asiyot Mada: Науково-промисловий центр) — найстаріший та найбільший бізнес парк в Ізраїлі, що розташований на півдні міста. В ньому розташовані офіси таких високотехнологічних компаній, як Intel, IBM, Microsoft, Motorola, Google, Yahoo!, Elbit Systems, Zoran, Philips, та Amdocs.
Порт Хайфи є лідером країни за пасажиропотоком, а також є одним з основних вантажних портів Ізраїлю[джерело?].

## Освіта

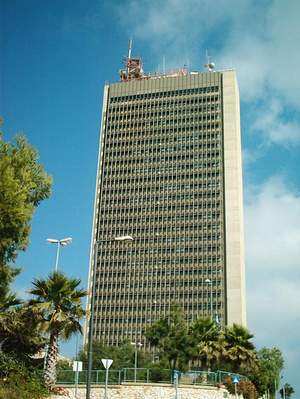
Хайфський університет, Башта Ешкол

У Хайфі розташовано два всесвітньо-відомих університети і декілька коледжів. Хайфський університет було засновано у 1963 році і він розташований на горі Кармель. На території студмістечка Хайфського університету розташований музей Гехта. Техніон (Ізраїльський технологічний інститут) був заснований у 1924 році. Він складається з 18 факультетів та 42 науково-дослідних інститутів. Перша технологічна вища школа Ізраїлю, Басмат, була заснована у Хайфі у 1933 році.
Інші наукові установи Хайфи: Педагогічний коледж ім. Гордона, Релігійний педагогічний коледж Шаанан, Академія дизайну WIZO та Коледж дизайну Тілтан, Коледж Управління ім. Міхаля Леміна та Відкритий університет Ізраїлю.
В 2006-07 роках в місті було 70 початкових шкіл, 23 середні школи, 28 ліцеїв та 8 професійно-середніх шкіл. 5133 дітей були в дитсадках, 20081 — в початкових школах, 7911 — в середніх, 8072 — в ліцеях, 2646 — в професійно-середніх школах. 86 % студентів навчалися в іврито-мовних школах, 14 % відвідувало арабомовні школи. В 2004 в Хайфі діяло 16 муніципальних бібліотек, в котрих налічувалося 367,323 книжок.

## Транспорт
Хайфа — єдине місто Ізраїлю де діє метрополітен. Він являє собою підземний фунікулер «Кармеліт». В місті діє система автобусного громадського транспорту та йде підготовка до введення наземного легкого транспорту «Метроніт».
В Хайфі розташований порт (частина портових споруд належить приватній компанії «Ізраїльські верфі») та аеропорт, також через місто проходить залізнична гілка Нагарія — Хайфа — Тель-Авів — Аеропорт ім. Бен-Гуріона — Беер-Шева.
У місті є шість залізничних станцій, розташованих уздовж берегової лінії. Станції (з півдня на північ) — Хайфа -хоф-ха Кармель, Хайфа - Бат Галім, Хайфа-Мерказ-Хашмона, Мерказіт-ха-Міфрац, Хоцот-ха-Міфрац і Кирьят-Хаїм.

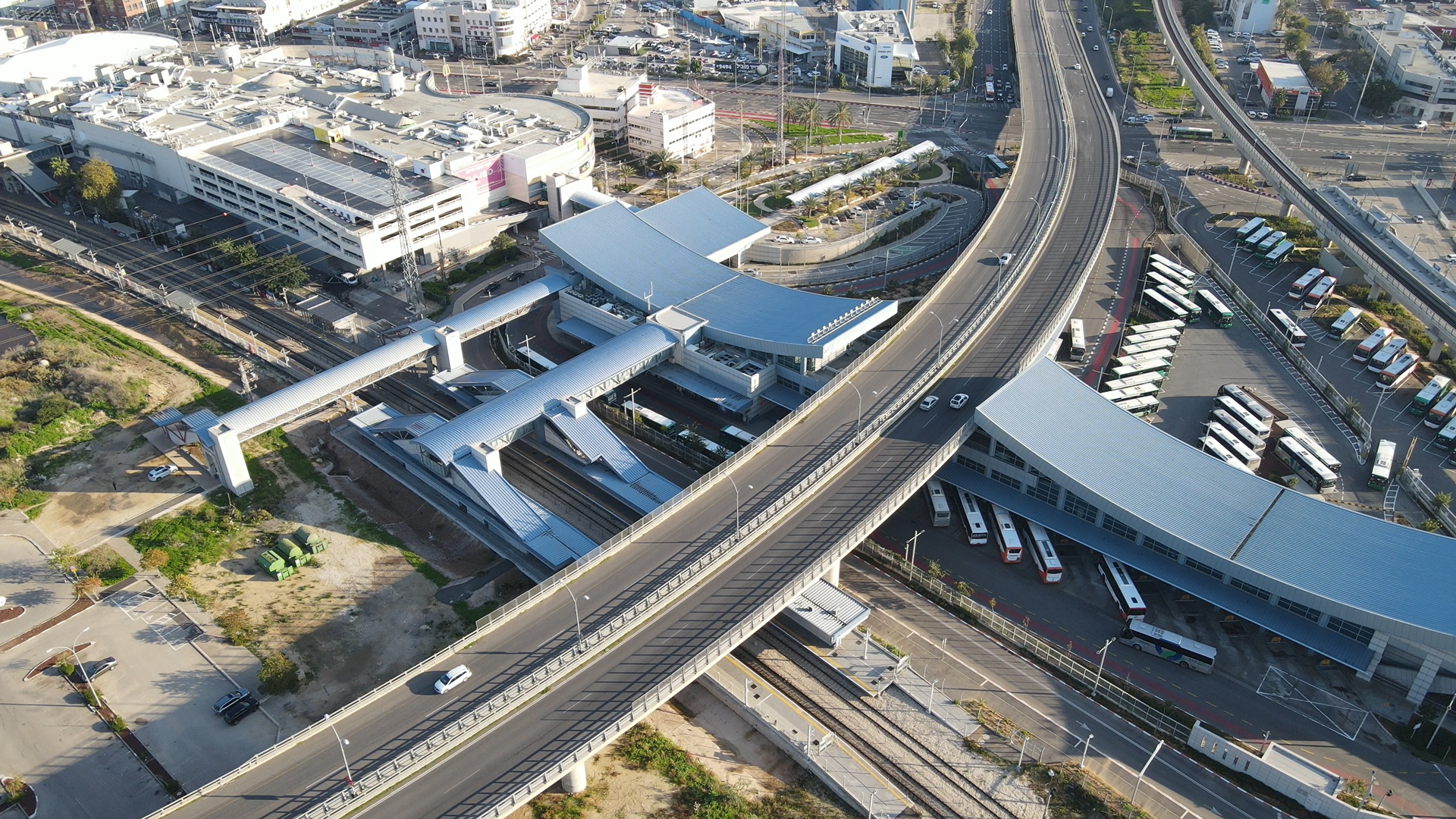
Найбільший транспортно-пересадковий вузол Ізраїлю «Мерказіт ха-Міфрац»
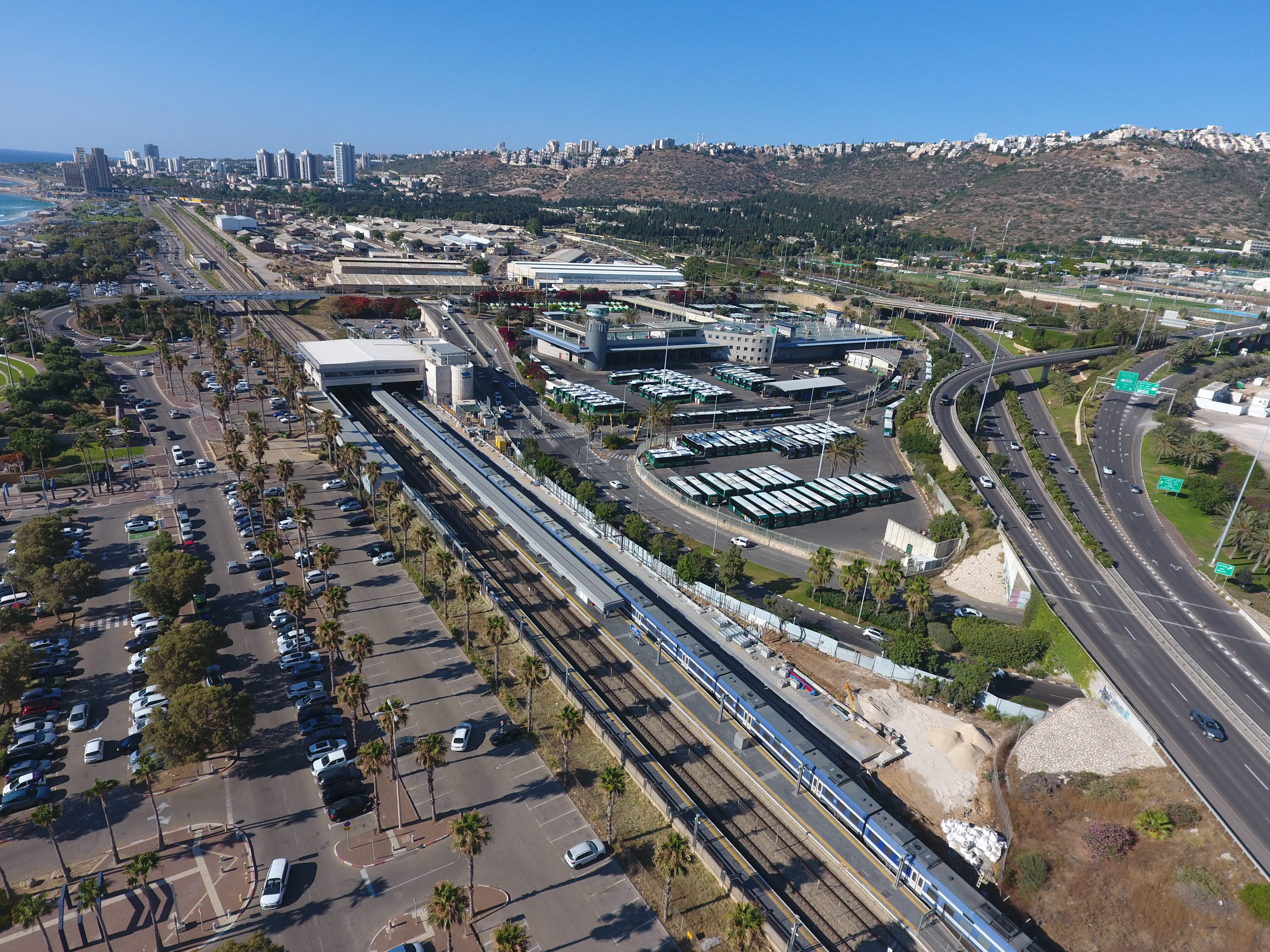
Центральный автовокзал Мерказіт хоф-ха-Кармель і Залізничний вокзал Хайфа - Хоф-ха-Кармель[en]
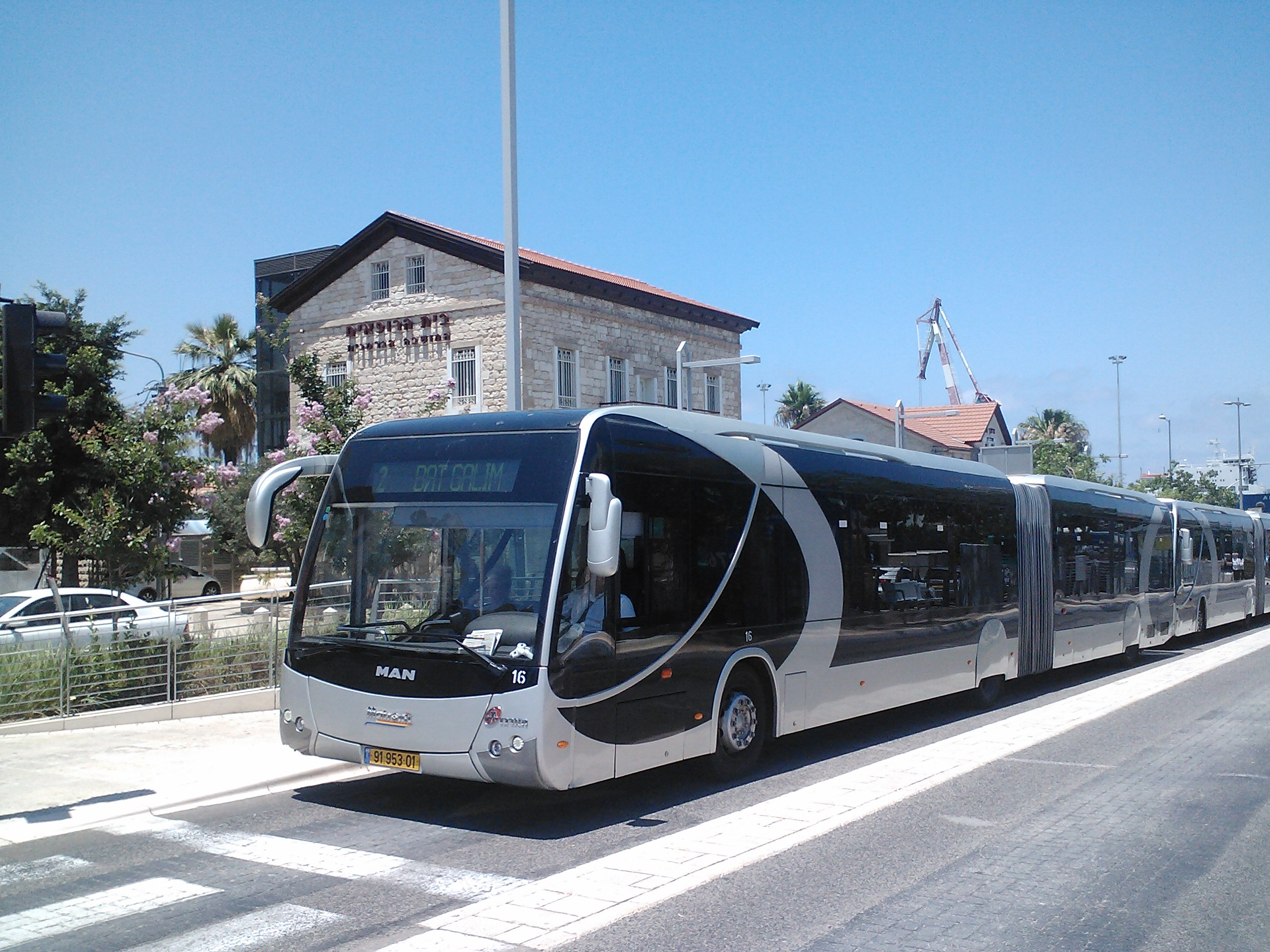
Метроніт
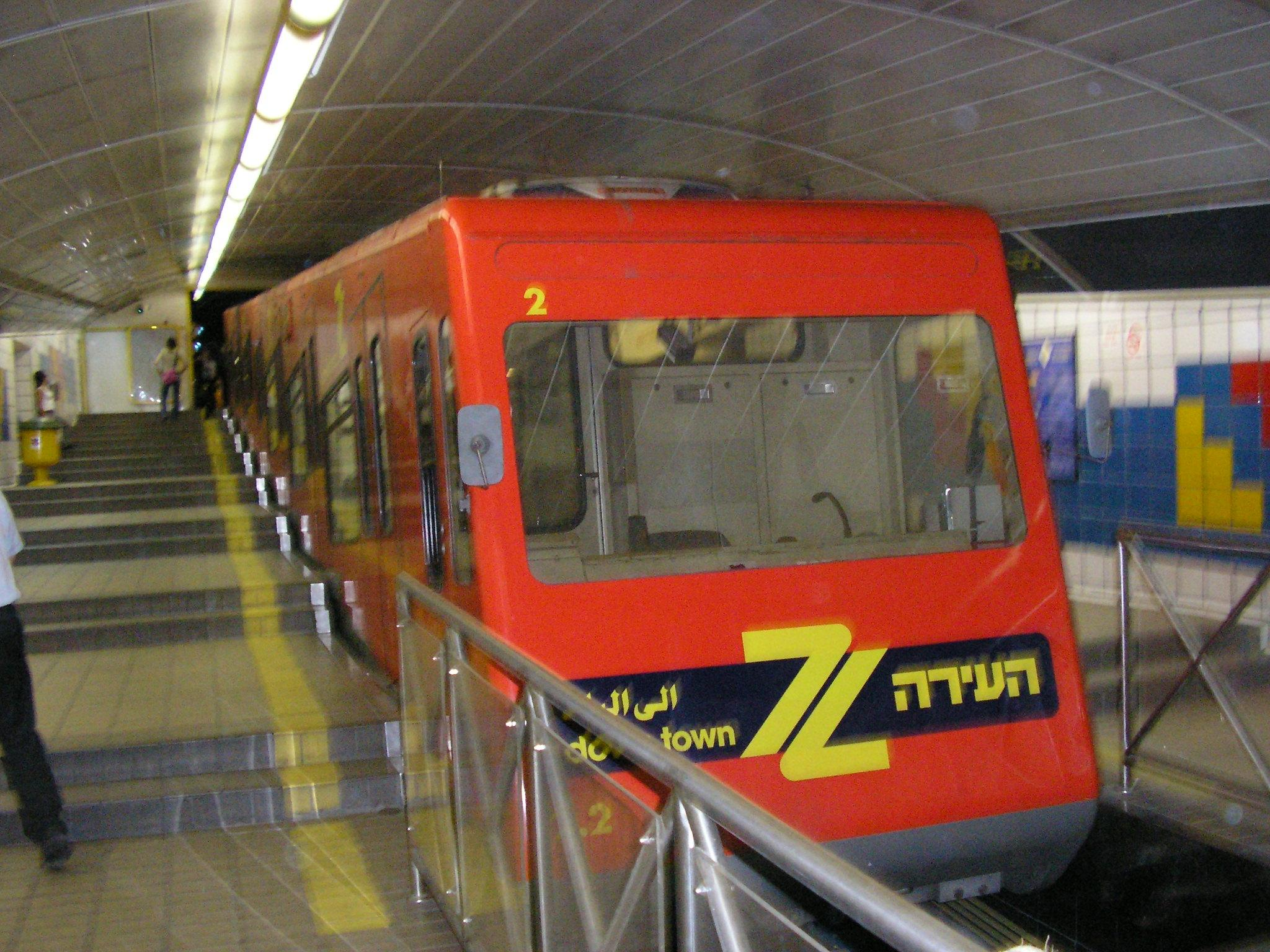
Кармеліт
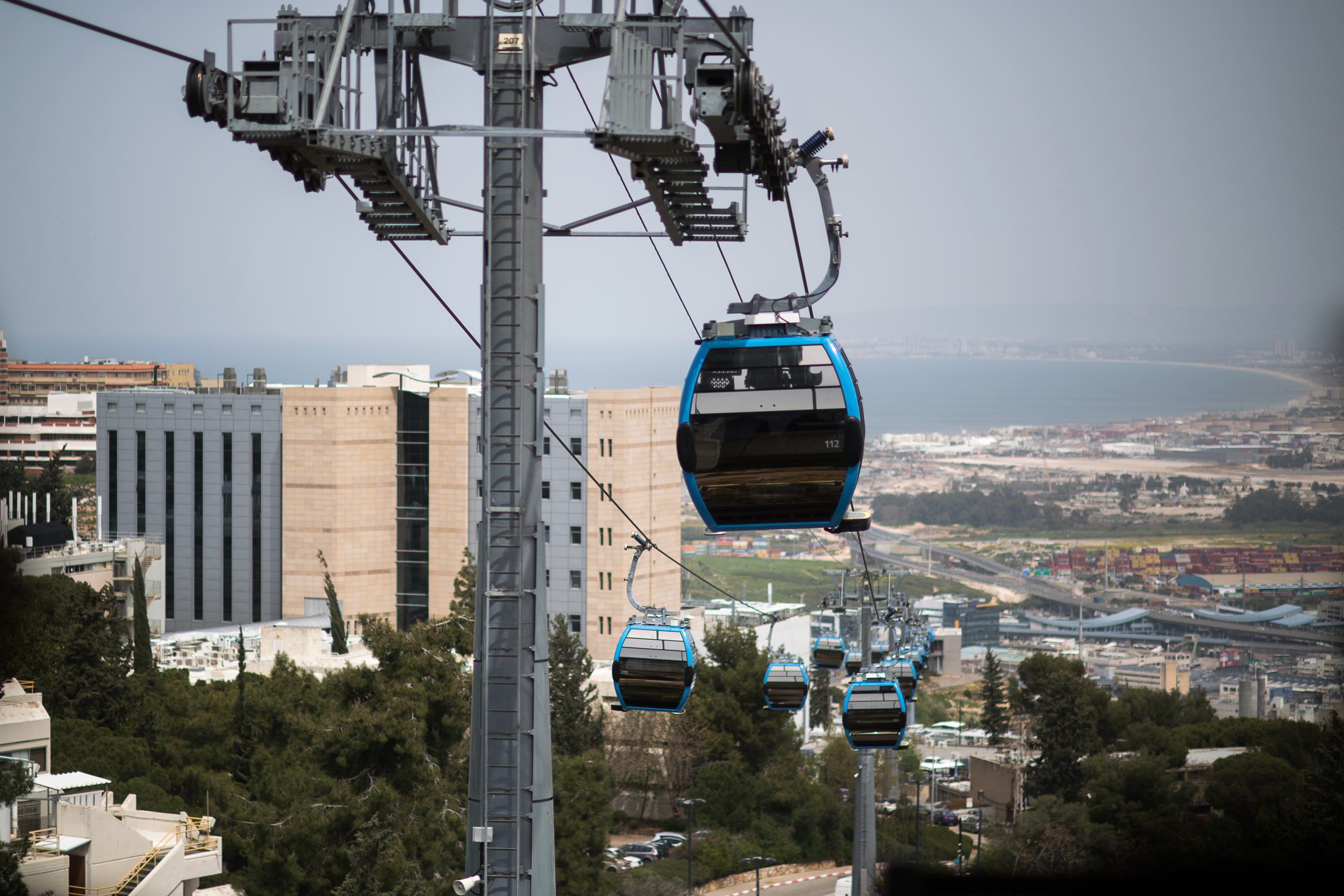
Рахбаліт

## Клімат
Клімат середземноморський. Гірський масив Кармель разом з морем захищають взимку від охолодження райони Хайфи, розташовані біля підніжжя гори Кармель; a райони, розташовані на горі, страждають від сильних вітрів, які поглиблюють холод взимку і полегшують спеку влітку. Опади випадають в основному з листопада по квітень. Крім того, гори ускладнюють поширення морських повітряних мас на схід, тому в Хайфі висока відносна вологість повітря майже цілий рік, крім днів, коли дмуть вітри Хамсин.
| Клімат Хайфи (аеропорт)                | Клімат Хайфи (аеропорт) | Клімат Хайфи (аеропорт) | Клімат Хайфи (аеропорт) | Клімат Хайфи (аеропорт) | Клімат Хайфи (аеропорт) | Клімат Хайфи (аеропорт) | Клімат Хайфи (аеропорт) | Клімат Хайфи (аеропорт) | Клімат Хайфи (аеропорт) | Клімат Хайфи (аеропорт) | Клімат Хайфи (аеропорт) | Клімат Хайфи (аеропорт) | Клімат Хайфи (аеропорт) |
| Показник                               | Січ.                    | Лют.                    | Бер.                    | Квіт.                   | Трав.                   | Черв.                   | Лип.                    | Серп.                   | Вер.                    | Жовт.                   | Лист.                   | Груд.                   | Рік                     |
| Абсолютний максимум, °C                | 25,4                    | 27,2                    | 31,6                    | 42,0                    | 42,4                    | 42,0                    | 35,8                    | 36,2                    | 40,2                    | 39,0                    | 33,6                    | 30,2                    |                         |
| Середній максимум, °C                  | 17,0                    | 17,5                    | 19,6                    | 23,9                    | 26,2                    | 29,3                    | 31,1                    | 31,4                    | 29,9                    | 28,0                    | 24,0                    | 19,2                    | 24,7                    |
| Середня температура, °C                | 12,9                    | 13,1                    | 15,1                    | 18,7                    | 21,7                    | 24,9                    | 27,1                    | 27,5                    | 25,8                    | 23,2                    | 19,1                    | 15,0                    | 20,3                    |
| Середній мінімум, °C                   | 8,9                     | 8,7                     | 10,5                    | 13,6                    | 17,2                    | 20,6                    | 23,0                    | 23,6                    | 21,7                    | 18,5                    | 14,1                    | 10,9                    | 15,9                    |
| Абсолютний мінімум, °C                 | 0,7                     | 1,0                     | 3,2                     | 4,3                     | 4,2                     | 10,0                    | 15,4                    | 16,6                    | 9,0                     | 10,4                    | 1,8                     | 1,3                     |                         |
| Днів з дощем                           | 13,9                    | 11,7                    | 8,6                     | 3,6                     | 1,4                     | 0,1                     | 0,1                     | 0                       | 0,8                     | 3,9                     | 8,0                     | 11,8                    |                         |
| -------------------------------------- | ----------------------- | ----------------------- | ----------------------- | ----------------------- | ----------------------- | ----------------------- | ----------------------- | ----------------------- | ----------------------- | ----------------------- | ----------------------- | ----------------------- | ----------------------- |
| Джерело: Israel Meteorological Service |                         |                         |                         |                         |                         |                         |                         |                         |                         |                         |                         |                         |                         |

| Клімат Хайфи                           | Клімат Хайфи | Клімат Хайфи | Клімат Хайфи | Клімат Хайфи | Клімат Хайфи | Клімат Хайфи | Клімат Хайфи | Клімат Хайфи | Клімат Хайфи | Клімат Хайфи | Клімат Хайфи | Клімат Хайфи | Клімат Хайфи |
| Показник                               | Січ.         | Лют.         | Бер.         | Квіт.        | Трав.        | Черв.        | Лип.         | Серп.        | Вер.         | Жовт.        | Лист.        | Груд.        |              |
| Абсолютний максимум, °C                | 23,6         | 26,2         | 32,9         | 36,6         | 39,0         | 38,9         | 36,6         | 34,9         | 38,9         | 36,3         | 30,0         | 28,3         |              |
| Середній максимум, °C                  | 13,3         | 14,2         | 16,8         | 20,2         | 23,3         | 25,1         | 26,5         | 26,9         | 26,2         | 24,2         | 19,9         | 15,5         |              |
| Середня температура, °C                | 11,0         | 11,5         | 13,8         | 16,5         | 19,7         | 22,0         | 23,7         | 24,2         | 23,4         | 21,3         | 17,2         | 13,1         |              |
| Середній мінімум, °C                   | 8,6          | 8,9          | 10,7         | 12,9         | 16,1         | 18,8         | 20,8         | 21,5         | 20,6         | 18,4         | 14,6         | 10,7         |              |
| Абсолютний мінімум, °C                 | −0,3         | 1,3          | 1,0          | 4,2          | 10,1         | 11,5         | 16,7         | 18,1         | 15,9         | 8,8          | 5,1          | 2,5          |              |
| Днів з дощем                           | 14           | 12           | 9            | 4            | 1            | 0            | 0            | 0            | 1            | 4            | 8            | 12           |              |
| Вологість повітря, %                   | 68           | 67           | 63           | 61           | 63           | 74           | 80           | 82           | 74           | 67           | 59           | 65           |              |
| -------------------------------------- | ------------ | ------------ | ------------ | ------------ | ------------ | ------------ | ------------ | ------------ | ------------ | ------------ | ------------ | ------------ | ------------ |
| Джерело: Israel Meteorological Service |              |              |              |              |              |              |              |              |              |              |              |              |              |

## Райони Хайфи

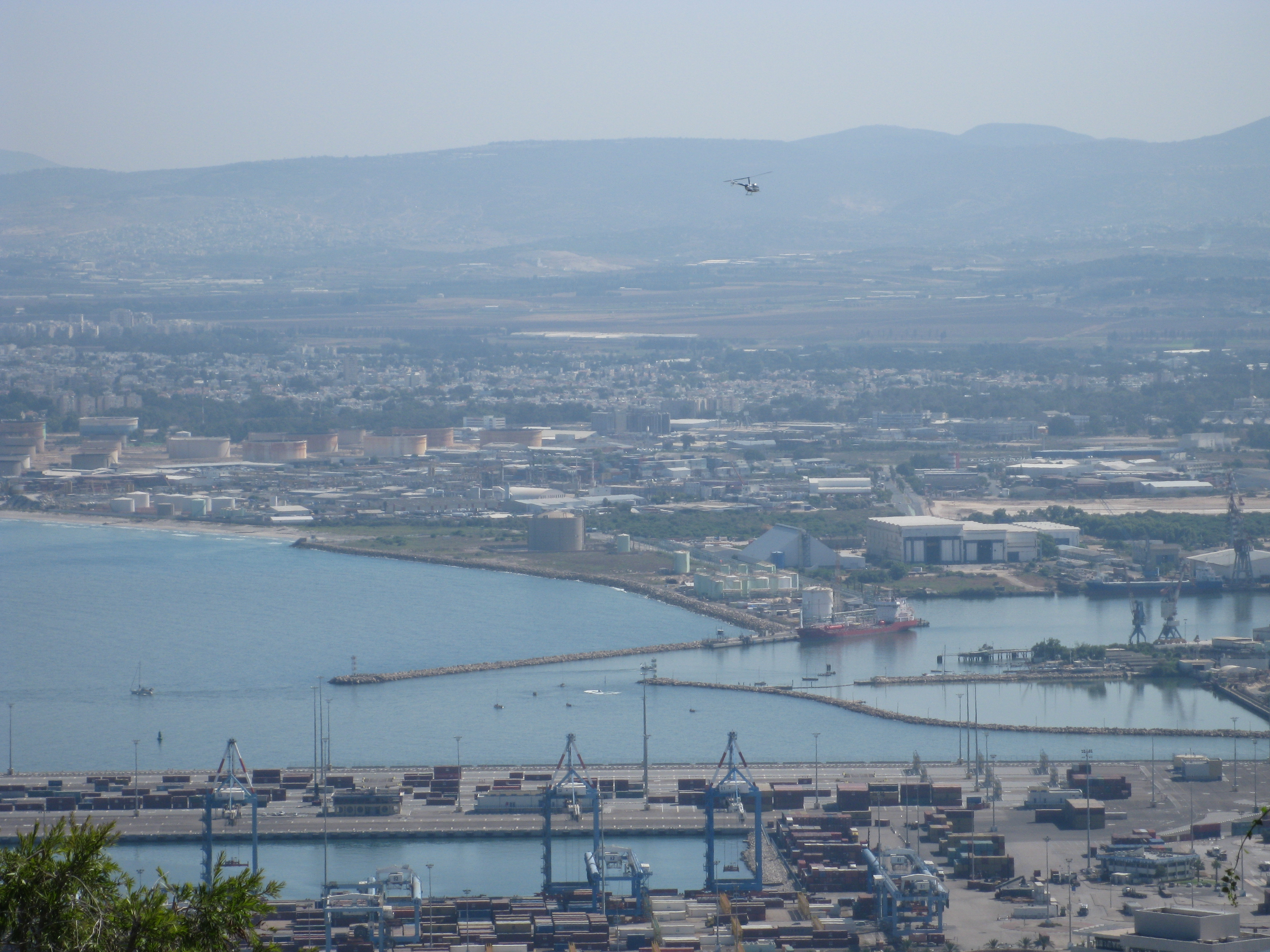
Вихід річки Кишон, з промисловими і паливними баками на спині. На задньому плані — Галілейські гори

### Кір'ят-Хаїм і Кір'ят-Шмуель
Район, що включає Кирьят-Хаїм і Кирьят-Шмуель, становить 6,5 % юрисдикції міста.
Станом на 2008 рік налічується 32 600 жителів, що становить 12,3 % населення міста. Район ділиться на Кір'ят-Хаїм (який сам ділиться на Кір'ят-Хаїм Східний і Кір'ят-Хаїм Західний) і Кір'ят-Шмуель.

### Міфрац Хайфа іЧек-пост

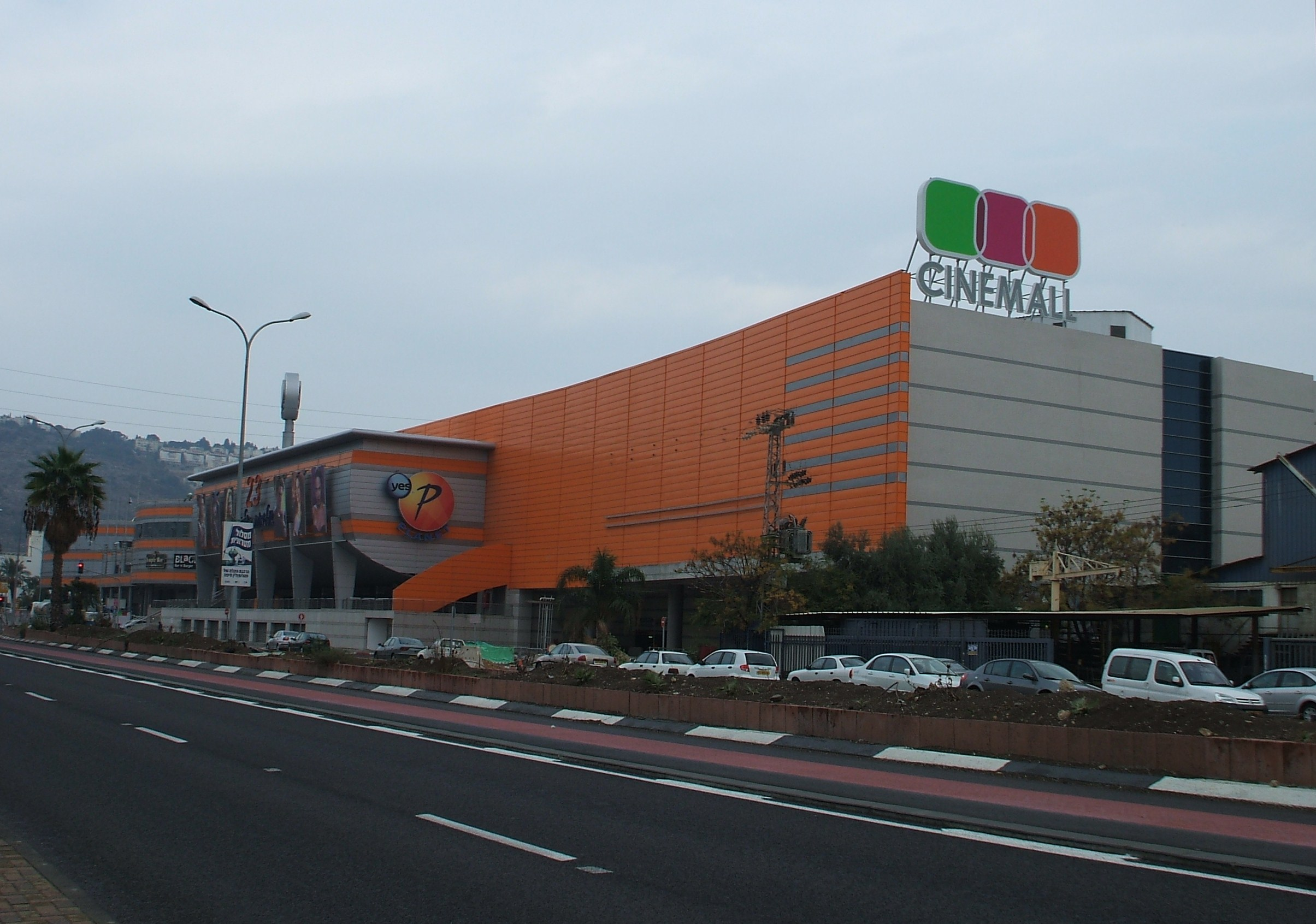
Торговий центр Каньйон Лев ха-Міфрац

Міфрац хайфа — це велика територія, що тягнеться на північний схід від передмістя Хайфського затоки і перетинає річкою Кишон. Цей район був основним промисловим районом Хайфи з тих пір, як британці заклали інфраструктуру для нафтопереробних заводів і промислових підприємств навколо порту. Площа кварталу становить близько третини муніципального району Хайфи, але його населення невелике. На південь знаходиться Чек-пост.

### Нижнє місто

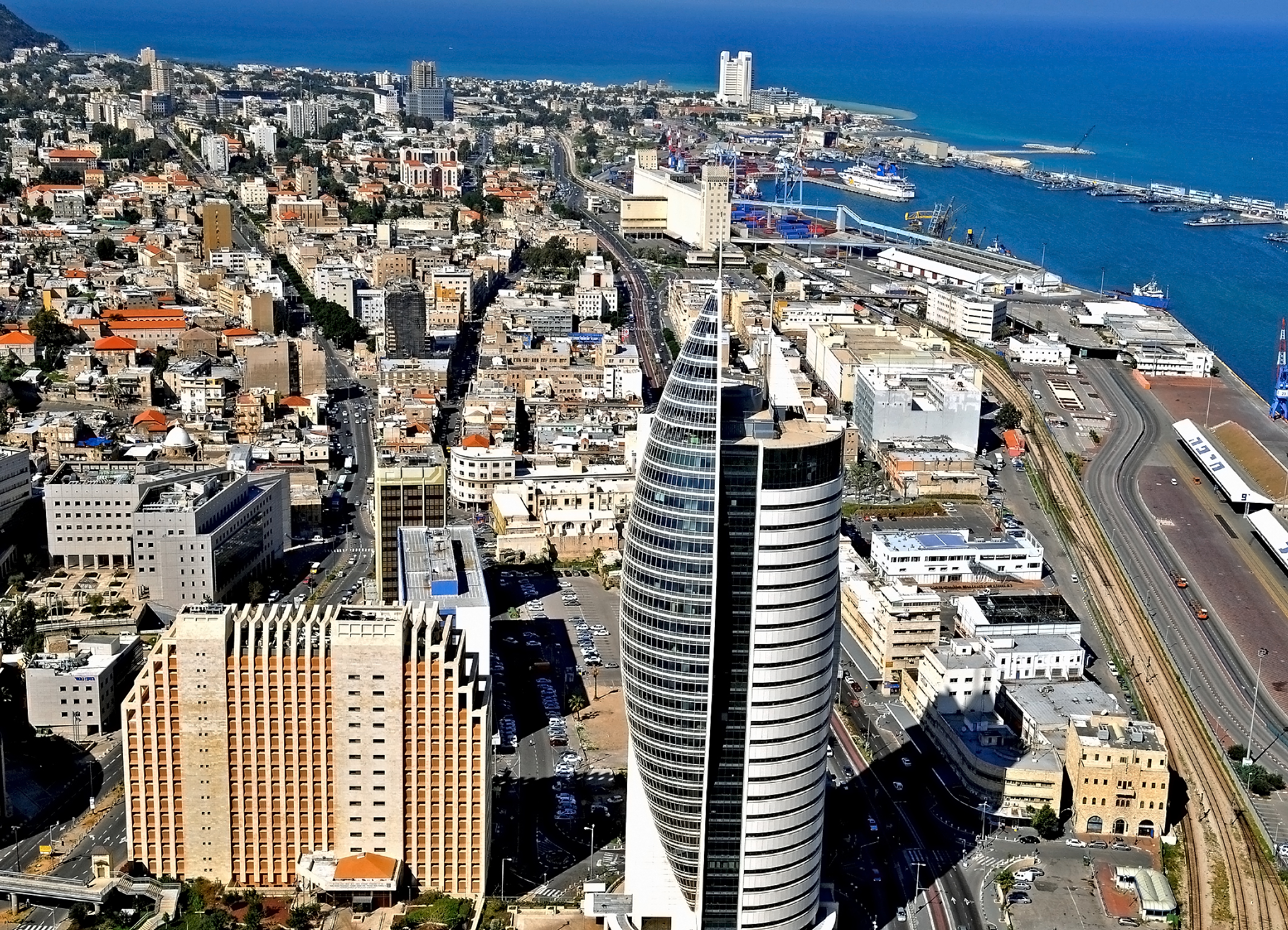
Нижнє місто та порт. Хмарочос Вітрило, який є найвидатнішим компонентом будівель, що складають районний урядовий офіс, покликаний координувати діяльність урядових установ у Хайфському окрузі

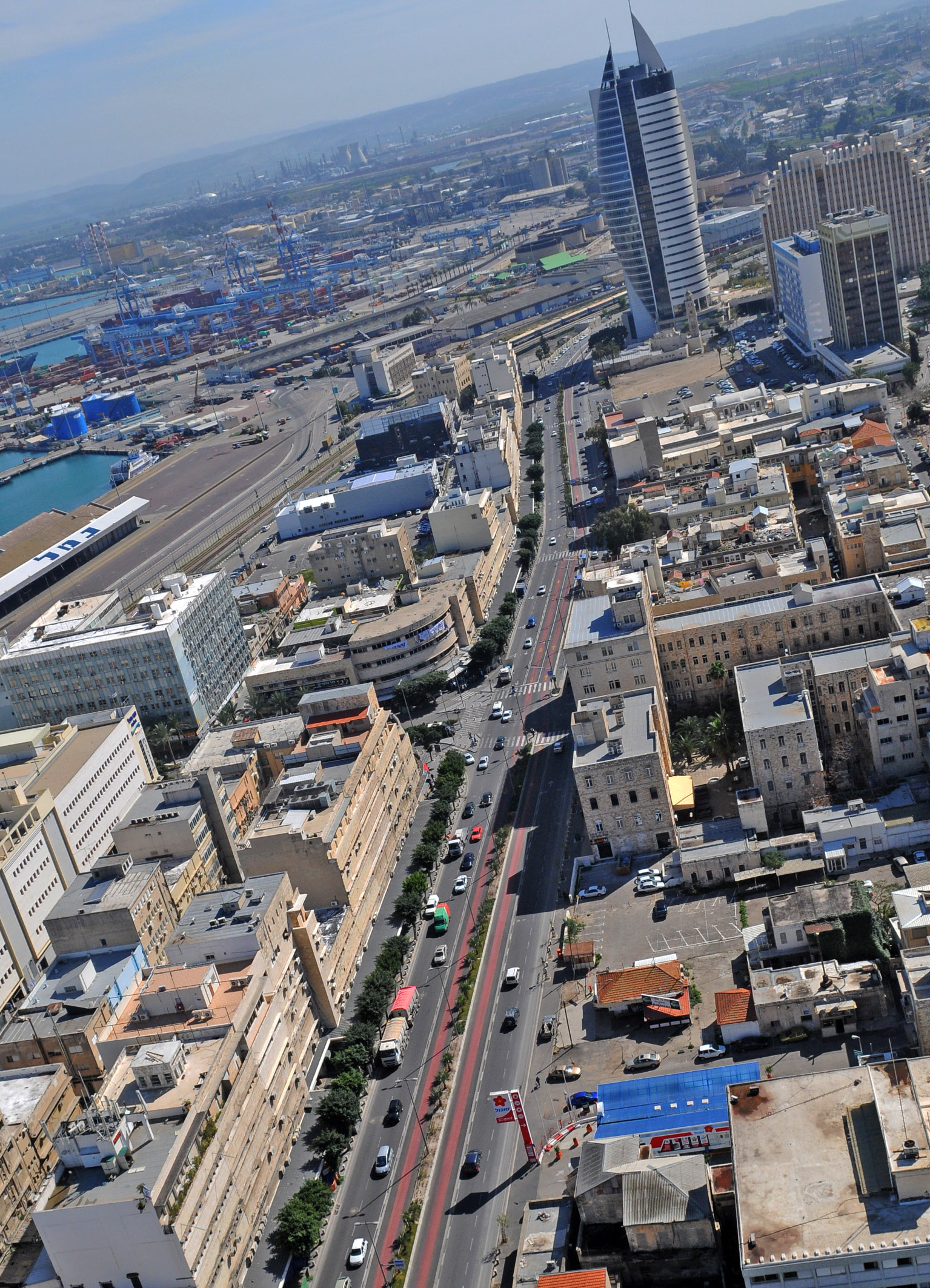
Вулиця Незалежності — одна з головних вулиць Нижнього місця Хайфи та Хайфи загалом. можна розгледіти рожеву смугу руху Метроніт

Нижнє місто, дослівний переклад івритського назви району העיר התחתית — місце, з якого почалася історія сучасної Хайфи (1761); найстаріший район сучасного міста.

#### Історія розвитку району
Знаходиться на історичному узбережжі, неподалік від нижньої станції метро «Кармеліт»; лінія узбережжя потім була змінена під час британського мандата (1918—1938) в процесі будівництва англійцями Хайфського порту. До початку перебудови Хайфи в кінці XIX століття Нижнє місто мало вигляд стандартного оттоманськийого міста-форту — оточений стінами прямокутник зі сторонами приблизно 1 км на 1,5 км, з воротами по центру кожної стіни. У ньому панували антисанітарія, бруд і злочини, і перетнути його з кінця в кінець, не будучи пограбованим чи убитим, для чужинця було дивом.
Різкий ривок у розвитку Нижнього міста стався в 1905 році, коли турецька влада відкрила станцію оттоманської залізниці у Нижнього міста, там, де зараз розміщується Музей залізниць. Разом із морським портом, це зумовило розвиток Хайфи як промислового та економічного центру, а також дозволило Хайфі стати морськими воротами Палестини. Заряд розвитку, закладеного в Нижнє місто турецькою владою, виявився таким великим, що Хайфа і донині є головним пасажирським портом Ізраїлю, одним з двох найголовніших промислових портів Ізраїлю на середземноморському узбережжі, та найголовнішим центром ізраїльської залізничної мережі.
З плином часу та із зростанням міста порт і залізнична станція посунулися на захід, а ділове життя піднялося вгору по горі, залишаючи Нижнє місто бідним мусульманським арабським районом, центром злочинності та злиднів. Нижнє місто наприкінці XX століття було центром злочинності та незаконного бізнесу.
В результаті перенесення низки урядових установ з Адара до урядового комплексу, збудованого до 2003 року в Нижньому місті, розпочався новий виток розвитку цього району. Переведення урядових структур різко збільшило вартість землі в Нижньому місті, що благотворно відгукнулося на обстановці та зовнішньому вигляді району. Відповідно до плану реконструкції, прийнятому в 2005 році, центральну вулицю району буде реконструйовано, буде збільшено її пропускну здатність, відреставровані будівлі. Крім того, до Нижнього міста будуть перенесені навчальні кампуси та філії кількох коледжів і університетів, зокрема, Хайфського університету, коледжу «Дербі», коледжу «Тільтан» та інших. Центральною вулицею району, проспекту Незалежності (івр. העצמאות), в 2013 році проведена лінія громадського транспорту «Метроніт», яка з'єднує Хайфу з містами-сателітами.
Частину старих будівель, що залишилися ще від оттоманського міста, можна побачити неподалік від урядового комплексу, між будівлею «Цім» і узбережжям.

#### Основні пам'ятки Нижнього міста
- Мечеть і мусульманське кладовище, що залишилися з часів Оттоманської імперії.
- Кілька арабських християнських церков і церков грецької християнської громади, а також старі християнські кладовища.
- Комплекс урядових будівель, до якого належать, крім іншого, найвищий у Хайфі хмарочос «Вітрило» (מגדל המפרש) і будівля судового комплексу.
- Музей залізниць[en].
- Нижня станція хайфського метро «Кармеліт» під назвою «Паризька площа[en]» (ככר פריס). Верхня станція метро знаходиться в районі Кармель.
- Руїни фортеці, що прикривала хайфський порт (на підйомі до району «Адар»).
- Центральна станція Хайфського ділянки залізниці Нагарія-Тель-Авів — Хайфа Мерказ Ха Шмона[en]. Вибудувана в 1920-х роках. Незважаючи на свою «центральність», ця станція не є ні найбільшим, ні найсучаснішою, ні навіть найбільш жвавій. Назва «Центральна» йде ще з часів британського мандата, коли ця станція, що обслуговує примикає до неї хайфський порт, була єдиною в Хайфі.
- Російське генеральне консульство в Хайфі з 2012 року перебуває на вулиці ха-Гефен.

#### Німецька колонія

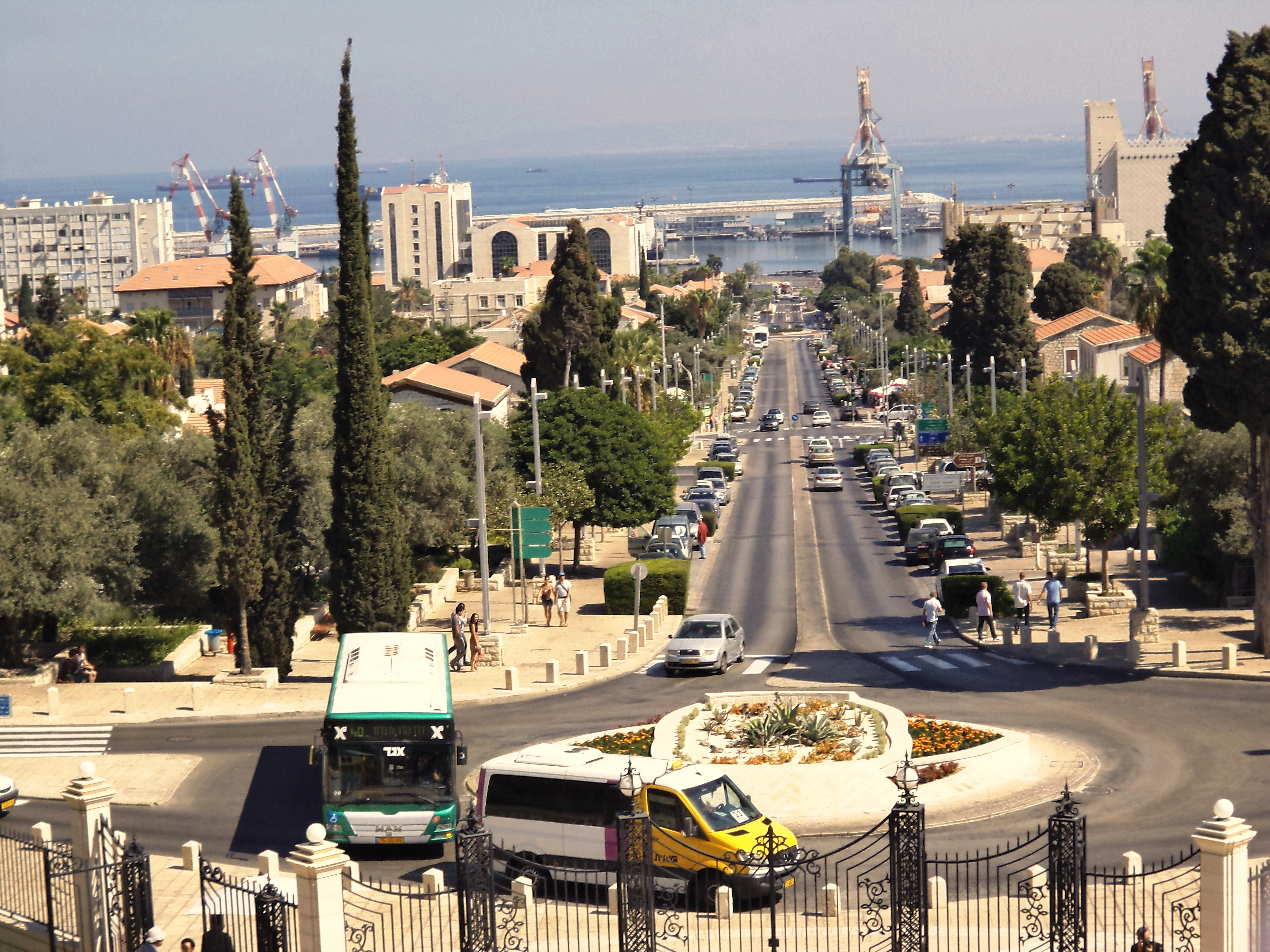
Проспект Бен-Гуріона та Німецька колонія

Мошава Германіт (מושבה הגרמנית, букв. — «німецька колонія») — район, збудований німецькими християнами-Темплер, які вірили в необхідність відновлення Палестини християнськими силами. Поселення було засновано в серпні 1868 року. У 1875 році була закладена широка вулиця, — нині проспект ім. Бен-Гуріона), — і ще дві, більш вузькі, нині вул. а-Ганім і вул. Меїр.
Темплери зробили для Хайфи майже стільки ж, скільки і турки: провели першу рейсову лінію карет з Хайфи в Назарет, створили в Хайфі пожежну охорону і швидку допомогу, організували свою власну внутрішню поліцію, службу охорони, госпіталь, готель. Саме завдяки Темплер Хайфа стала розвиватися як європейське місто.
У 1930-х роках в середовищі темплерів посилилися настрої єднання з нацистською Німеччиною. Це призвело до того, що Англія, що володіла тоді мандатом на Палестину, вважала за потрібне розцінювати мошавом Германіт як стан ворога. Всі поселенці-темплери були виселені з країни англійським урядом. До моменту утворення Держави Ізраїль все темплери покинули Палестину і влаштувалися в Австралії.

#### Основні пам'ятки району Мошава Германіт
- Будинки темплерів, побудовані в кінці XIX століття і відреставровані в кінці 1990-х.
- Центр інформації для туристів.
- Музей Хайфи.
- Безліч кафетеріїв і ресторанів, що пропонують страви арабської, середземноморської, балканської, італійської, магрибську і далекосхідної кухні.
- Торговий комплекс City Center.
- Нижній рівень терас садів багаї.
- Коледж дизайну WIZO[en].
- Районний центр організації Міжнародна жіноча сіоністська організація. У цьому ж центрі проходять щомісячні гри Хайфського ліги Що? Де? Коли?.
- Будинок Лоренса Оліфанта.

### Захід Хайфи

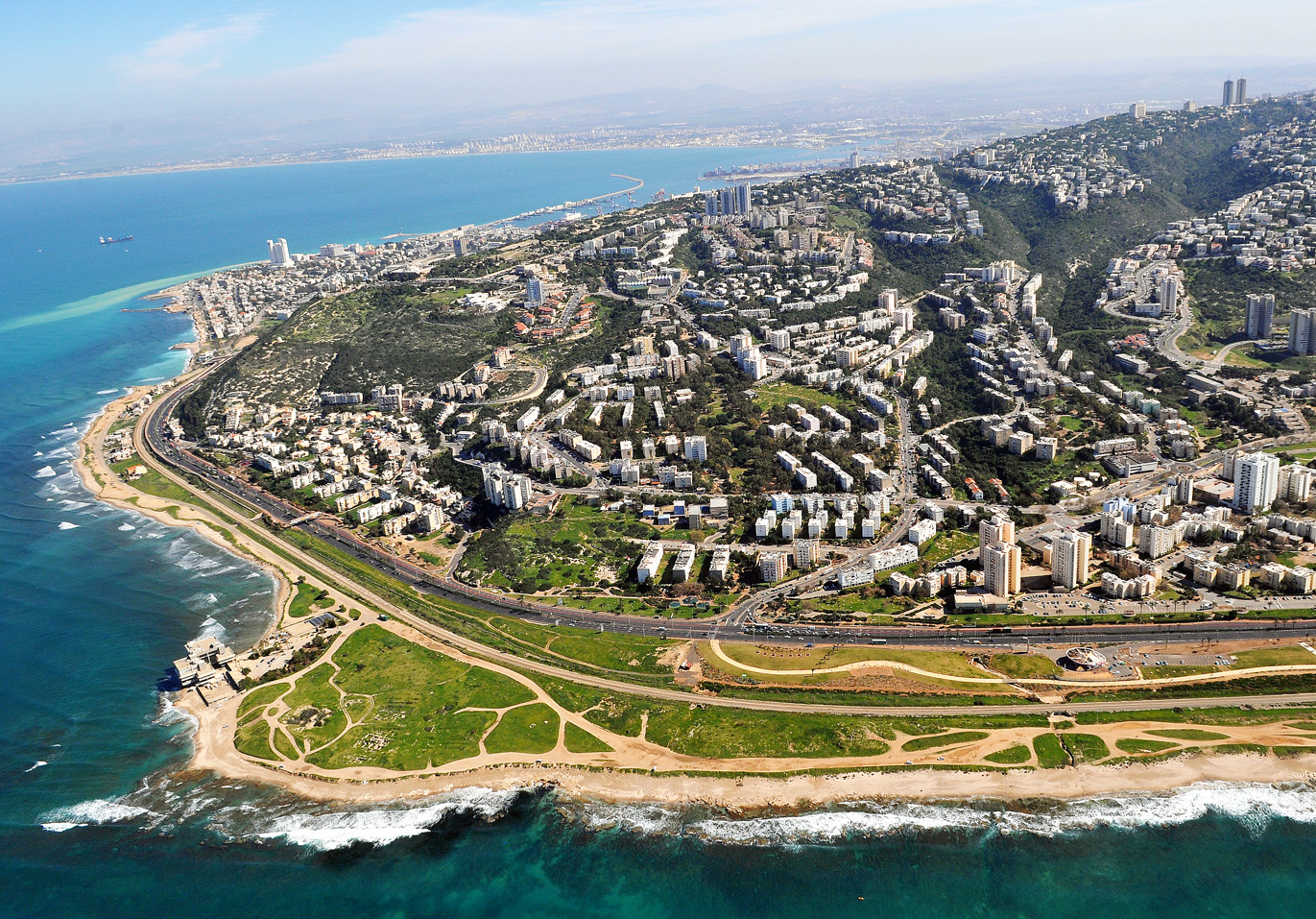
Захід Хайфи

Західний Хайфа — це район, який розташований уздовж західного узбережжя Хайфи від мису Кармель на півночі до кордону міської юрисдикції на півдні і охоплює райони, розташовані біля підніжжя гори Кармель на узбережжі Середземного моря. У Західній Хайфі приблизно 40 000 жителів.

#### Бат-Галім

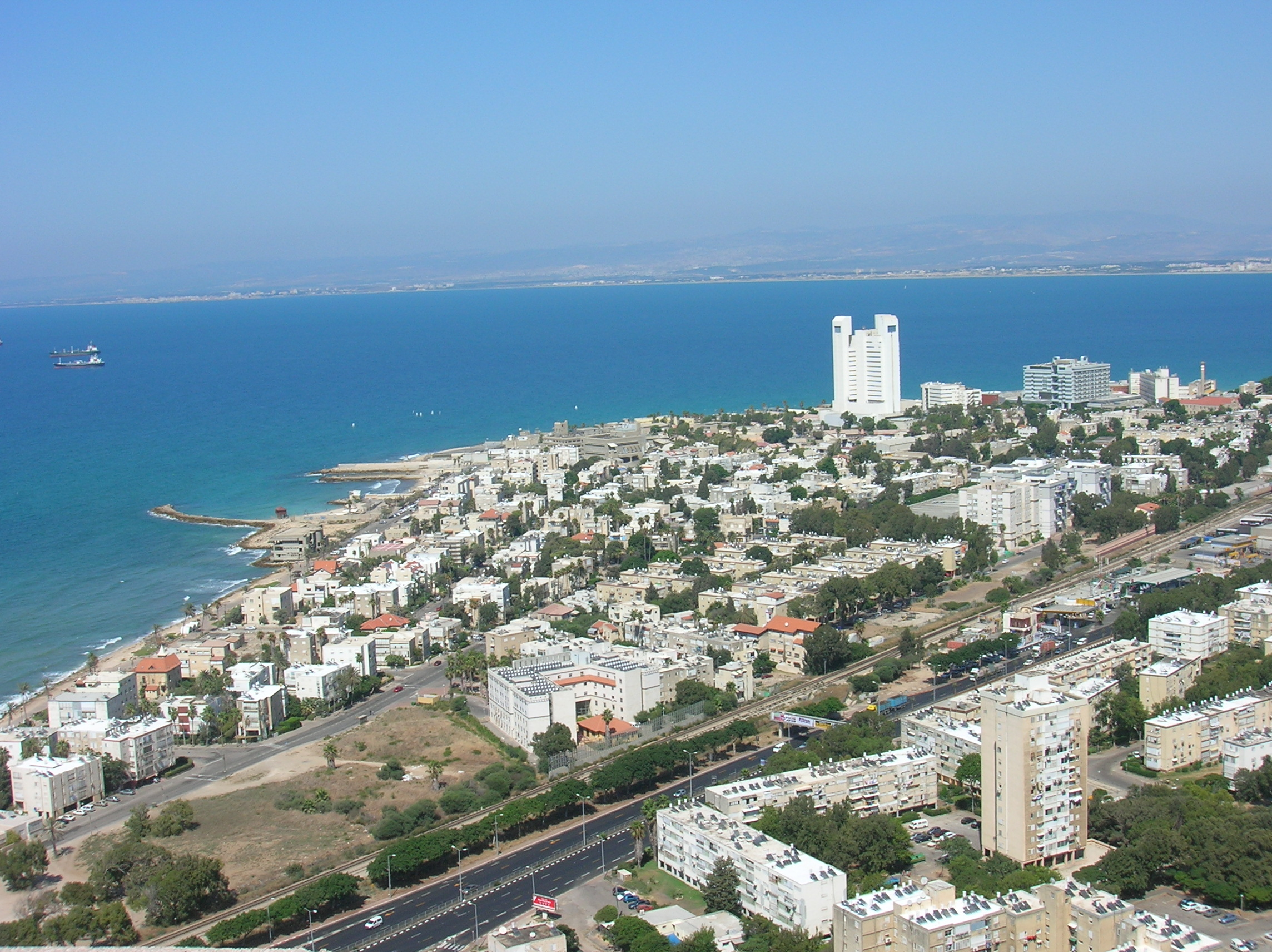
Район Бат-Галім

Медичний центр Рамбам розташований в районі Бат-Галім

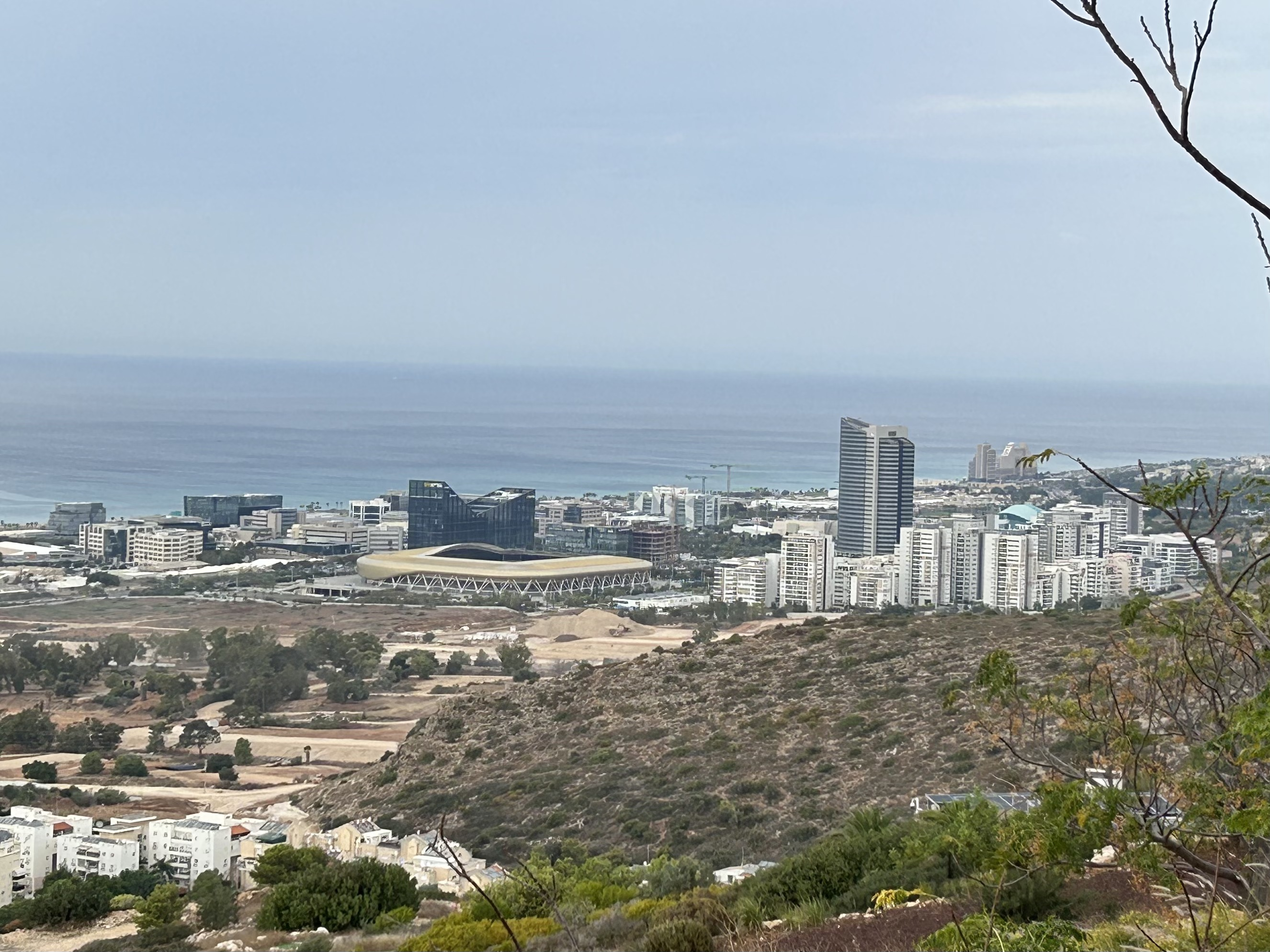
Справа наліво: IEC Tower, Cтадіон Саммі Офер, Науково-промисловий центр Матам.

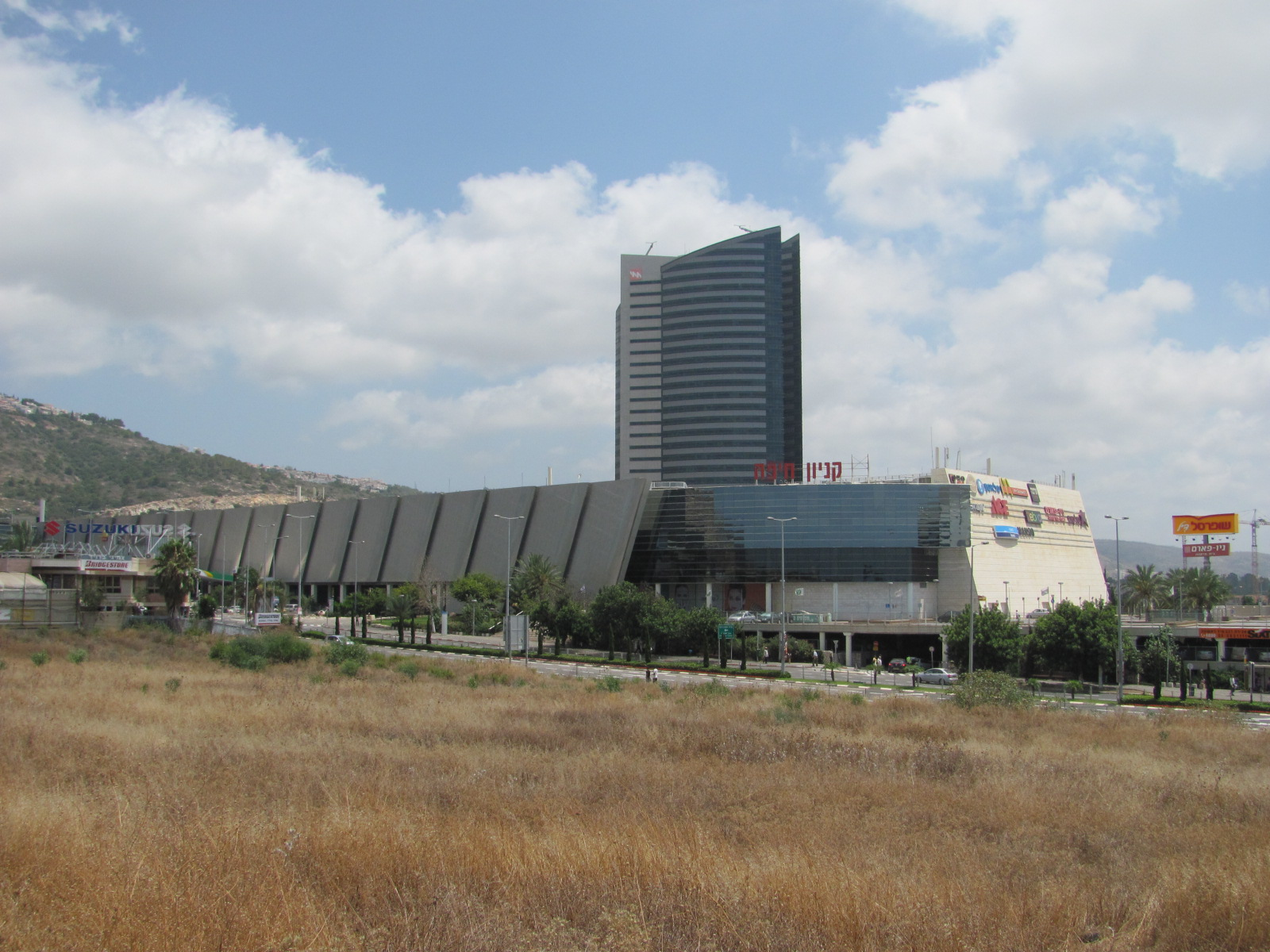
Торговий центр Каньйон Хайфа на заході Хайфі

Бат-Галім (від івр. בת גלים — «Русалка», букв. «Дочка хвиль»), район Хайфи, забудований єврейськими поселенцями в 1930-х роках.

#### Історія розвитку району
Район знаходиться на старому городищі, де колись, до 1761 року розташовувався місто Хайфа.
Район Бат-Галім був забудований на початку 1930-х років. У зв'язку з сутичками між євреями і арабами, місце для нового району було вибрано з таким розрахунком, щоб самостійний і самодостатній поселення німецьких темплерів Мошава Германіт (нині район Хайфи) прикрила нове єврейське поселення від арабської Хайфи на сході, а під охороною залізниця Хайфа- Тель-Авів — від арабського поселення Тират-Кармель на півдні. Під час єврейсько-арабських зіткнень 1936—1939 років і під час Війни за Незалежність району Бат-Галім все ж довелося побачити войовничо налаштованих арабів і брати участь в боях.
Під час Другої світової війни Бат-Галім був центром нелегальної імміграції і доставки зброї. На території Бат-Галім англійцями був розбитий табір для нелегальних іммігрантів (нині музей). Оскільки, відповідно до англійськими законами, будь-який, який народився на підмандатні територіях, автоматично отримував англійське громадянство, чоловіки і жінки в таборі для нелегальних іммігрантів містилися окремо, а обстановка (нари в чотири ряди, вкрай убоге кількість їжі і свіжого повітря) дуже нагадували нацистські концентраційні табори. На єврейських іммігрантів, які втекли від жахів концтаборів нацистського режиму, така обстановка діяла вкрай гнітюче.
В районі Бат-Галім в 1936 році був споруджений перший в Хайфі морський пляж. Англійці не влаштовували пляжів, тому що розглядали Хайфу виключно як перевалочний пункт для сировини, одержуваного з підконтрольних їм близькосхідних земель. В результаті все узбережжя Хайфського затоки було зайнято портом. До сих пір Хайфського пляжі розташовуються тільки на заході Хайфи, виходячи у відкрите Середземне море.
Внаслідок відносної відрізаності району від решти міста залізницею (аж до нинішнього моменту в нього веде лише одна зручна дорога), район так і не став діловим центром.
В районі Бат-Галім розташована всесвітньо відома клініка ім. Рамбама, що славиться своїми досягненнями в галузі лікування раку, вірусології, бактеріології, неврології і т. П., І багато невеликих клінік: ортопедична, стоматологічна, для дітей з проблемами розвитку та ін.

#### Основні пам'ятки району Бат-Галім
- Пляжі — упорядкований загальнодоступний пляж Бат-Галім (בת גלים), який не має ніяких обмежень на відвідування, а також упорядкований релігійний пляж Хоф а-Шакет (חוף השקט) з роздільним купанням для чоловіків і жінок. Чоловіки і жінки допускаються на пляж Хоф а-Шакет в різні дні, і тільки по суботах чоловікам і жінкам дозволяється купатися разом.
- Печера Іллі, в якій, за юдейським переказами, переховувався пророк Ілля. (На думку християн-католиків, печера Іллі-пророка знаходиться в районі «Французький Кармель», в церкви Стела Маріс).
- Стародавні похоронні печери, що датуються XVIII століттям і раніше.
- Нижня станція єдиною в Хайфі канатної дороги (верхня знаходиться в районі «Французький Кармель», близько маяка і монастиря кармелітів).
- Англійське солдатське кладовище.
- Залізнична станція «Бат-Галім»[en] (בת גלים).
- Управління північного відділення транспортного кооперативу «Егед», що надає послуги рейсових міських і міжміських автобусів на півночі країни.

#### Кирьят Еліезер
Після заснування держави Ізраїль, в районі Кирьят-Еліезер в період з 1951—1954 було побудовано житло для демобілізованих солдатів. В даний час в районах Бат-Галім і Кирьят-Еліезер проживає 19 430 осіб.
Кирьят-Еліезер в Хайфі ще називають «Російським районом» через велику кількість проживаючих тут вихідців з колишнього СРСР, «російських» магазинів. Гарний, зелений район з дитячими майданчиками і довгим бульваром межує з Бат-Галімов і Мошав Германіт. В районі розташований ульпан (школа вивчення івриту) з гуртожитком для репатріантів, медичний центр Лін і італійський госпіталь, в якому за хворими доглядають католицькі черниці. Біля нижньої станції канатної дороги з гори Кармель розташовані Музей нелегальної еміграції та військово-морських сил Ізраїлю і Національний морський музей Ізраїлю.

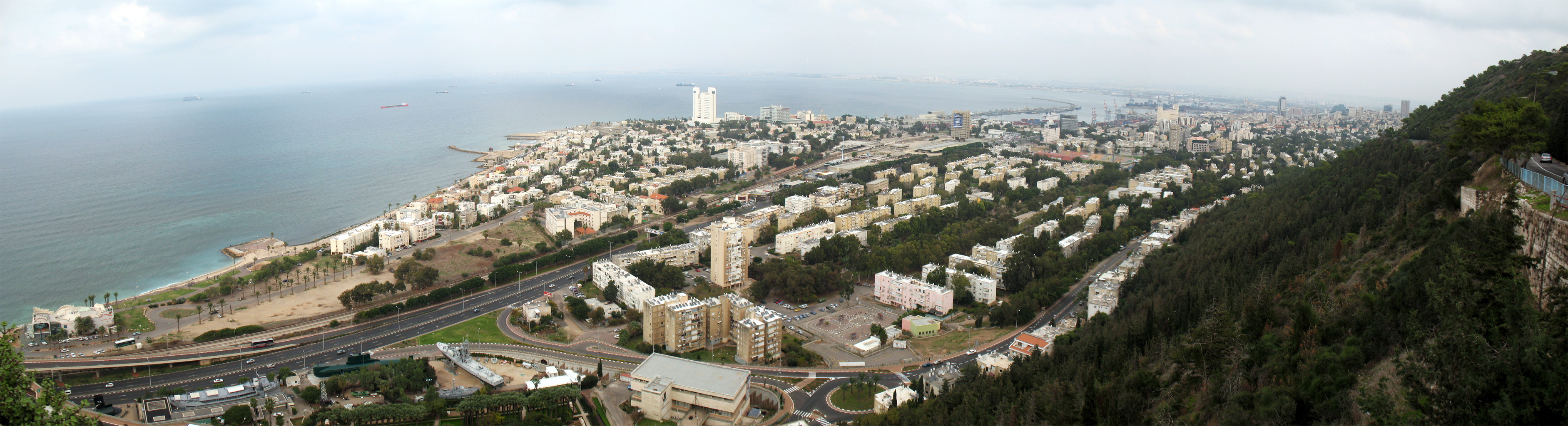
Райони Кірьят-Еліезер (знизу) та Бат-Галім (вгорі)

### Кармель

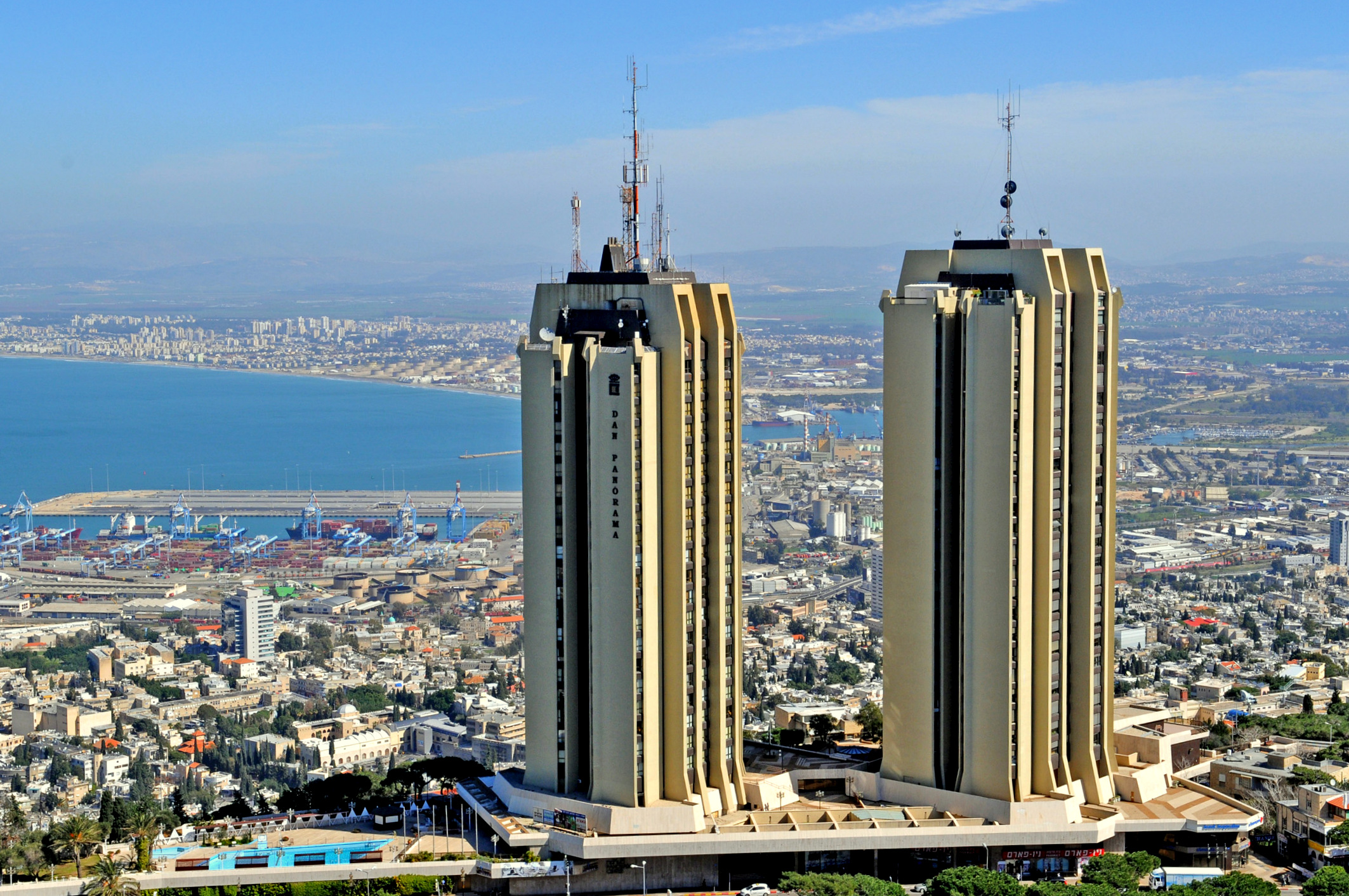
Вежі «Панорама», символ Кармелю. Ліва вежа — готель, права — житловий будинок.

#### Загальний опис
Район Кармель (івр. כרמל), Названий на честь гори Кармель, протягом довгого часу був найпопулярнішим і дорогим районом Хайфи. Це один з найбільших районів міста. У розумінні жителів Хайфи, район, званий загальним словом «Кармель», має у своєму складі кілька дрібніших районів: Центр Кармелю («Мерказ а-Кармель», מרכז הכרמל), Кармело (כרמליה), Французький Кармель (הכרמל הצרפתי) та інші. Фактично, до Кармеліти можна віднести і мусульманський район Кабабір (כאבביר), однак через істотну різницю в населенні його все ж має сенс винести в окремий опис.
Зараз Французький Кармель і Кармело — це тихі, спальні райони для середнього і вищого класу, а Центр Кармелю — це туристичний центр міста. З північного сходу район Кармель обмежується дуже крутим спуском вниз, до району «Адар». Завдяки цьому спуску, з гребеня відкривається захоплюючий вид на Хайфській затоку, на узбережжі Середземного моря на північ від Хайфи аж до Акко, Нагарії і Рош а-Нікра, на гори Галілеї на північному сході і на промислову зону Хайфи в долині Звулун. Цей вид виробляє особливо сильне враження вночі, в темряві, коли не видно, що море вогнів внизу — це насправді промислова зона.
Для того, щоб жителі і туристи могли насолоджуватися описаним видом, на гребені гори був збудований пішохідний бульвар «Таелет Луї». Бульвар має протяжність більше кілометра, складається з майстерно розбитих парків, пішохідних алей і наглядових майданчиків. В одному з парків, розбитих уздовж бульвару, є штучний ставок, прикрашений скульптурами козенят. За бульваром, в деякому віддаленні від обриву, розташовуються дві п'ятизіркові готелі — «Дан Кармель» і «Дан Панорама».
У Центрі Кармелю розташований торговий центр «Панорама» (מרכז פנורמה), над яким височіють дві вежі — готель «Дан Панорама» (англ.) І житловий будинок (див. Фотографію на початку опису). Поруч з цими будівлями розташовані парк «Ган а-Ем», верхня станція хайфського метро «Кармеліт», зоопарк, археологічний музей, концертний зал «Аудіторіум», центр культури ім. Рапопорта, кінотеатр «Сінематека», лікарня «Еліша», церква російської православної церкви, музей японської культури. На Французькому Кармелі розташований маяк, з яким пов'язана цікава історія часів Війни за Незалежність, монастир кармелітів, церква «Стелла Маріс».

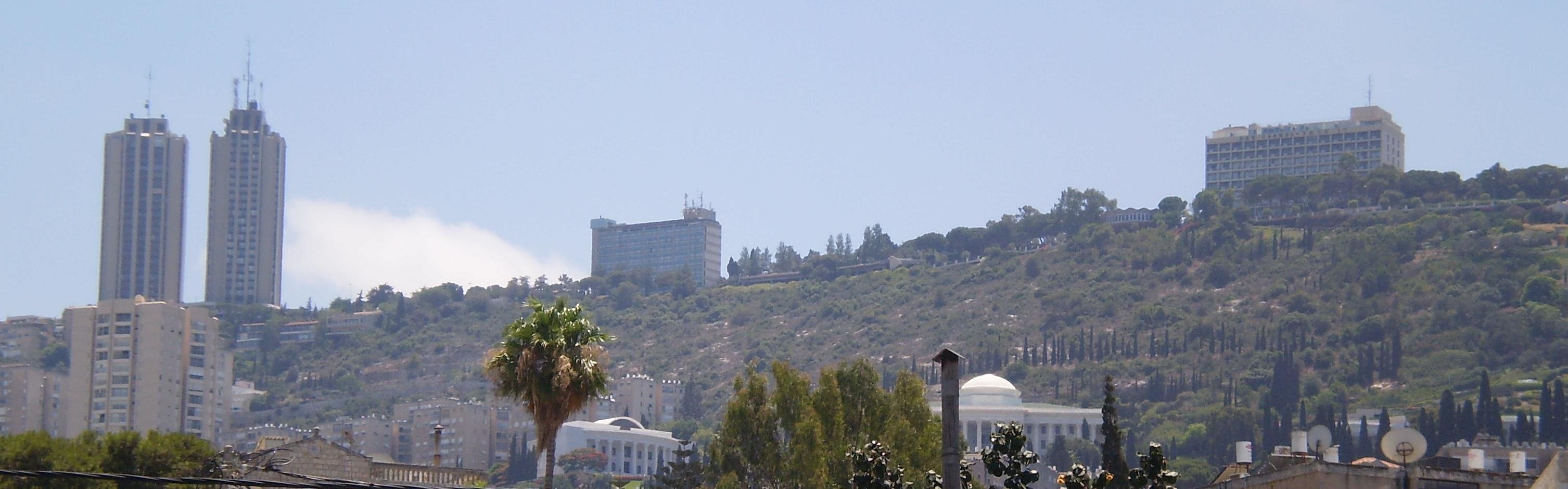
Готелі в Кармелі, як виглядають з нижнього міста. Праворуч ліворуч: «Дан Кармель», «Ноф», «Дан Панорама»

#### Монастир кармелітів

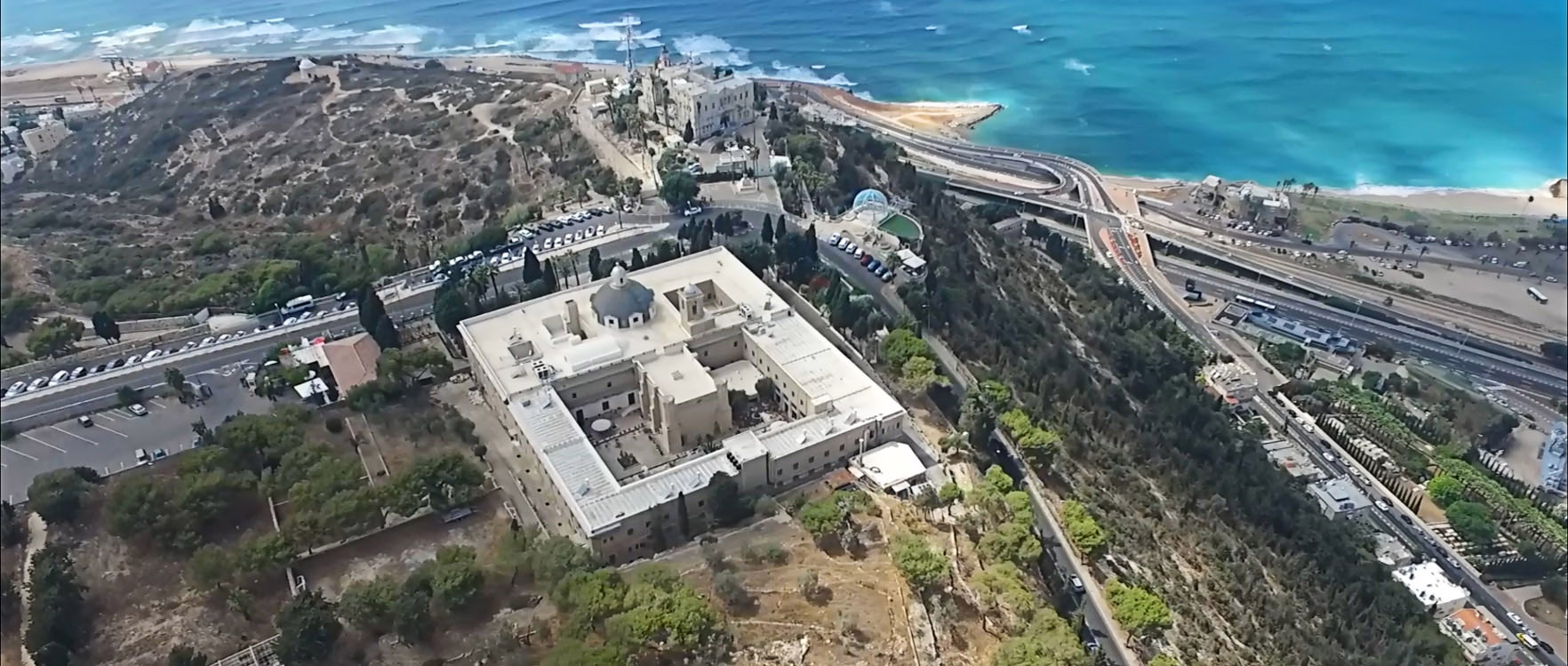
Вид з гори на Монастир кармелітів

Забудова Кармелю в основному припала на той час, коли вже було засновано Держава Ізраїль, проте багато його частини були забудовані задовго до виникнення інших районів міста. Наприклад, ядро монастиря кармелітів утворилося в XI столітті. Громада отримала визнання і назва «кармелітської» в 1209 році з дозволу латинського патріарха Альберта Святого. У 1263 році в місці, зараз знаходиться в межах Французького Кармелю, виріс монастир, що проіснував всього 28 років.
У 1767—1774 рр. Джамбатіста було побудовано нову будівлю, яке в 1799 році було розграбовано турками, котрі переслідували знайшли в монастирі притулок хворих і поранених солдатів наполеонівської армії, яка зазнала поразки під стінами Акко. Солдати були перебиті, будова зруйновано, а вигнані монахи змушені були піти в Європу. Домігшись офіційного дозволу на повернення своїх земель, члени Ордена знову спорудили під керівництвом Казіні церква, яка почала функціонувати в 1836 році. Все інше прилаштувалося пізніше.
Головною частиною монастирського комплексу є собор, який отримав від римського папи почесне звання «Церкви-матері» і статус світового центру кармелітського ордена. Крім собору, в монастирі є ряд служб, навчальних і житлових приміщень, прекрасна бібліотека і музей зі знахідками, виявленими на місці візантійського монастиря, де за часів хрестоносців була фортеця тамплієрів.

#### Французький Кармель

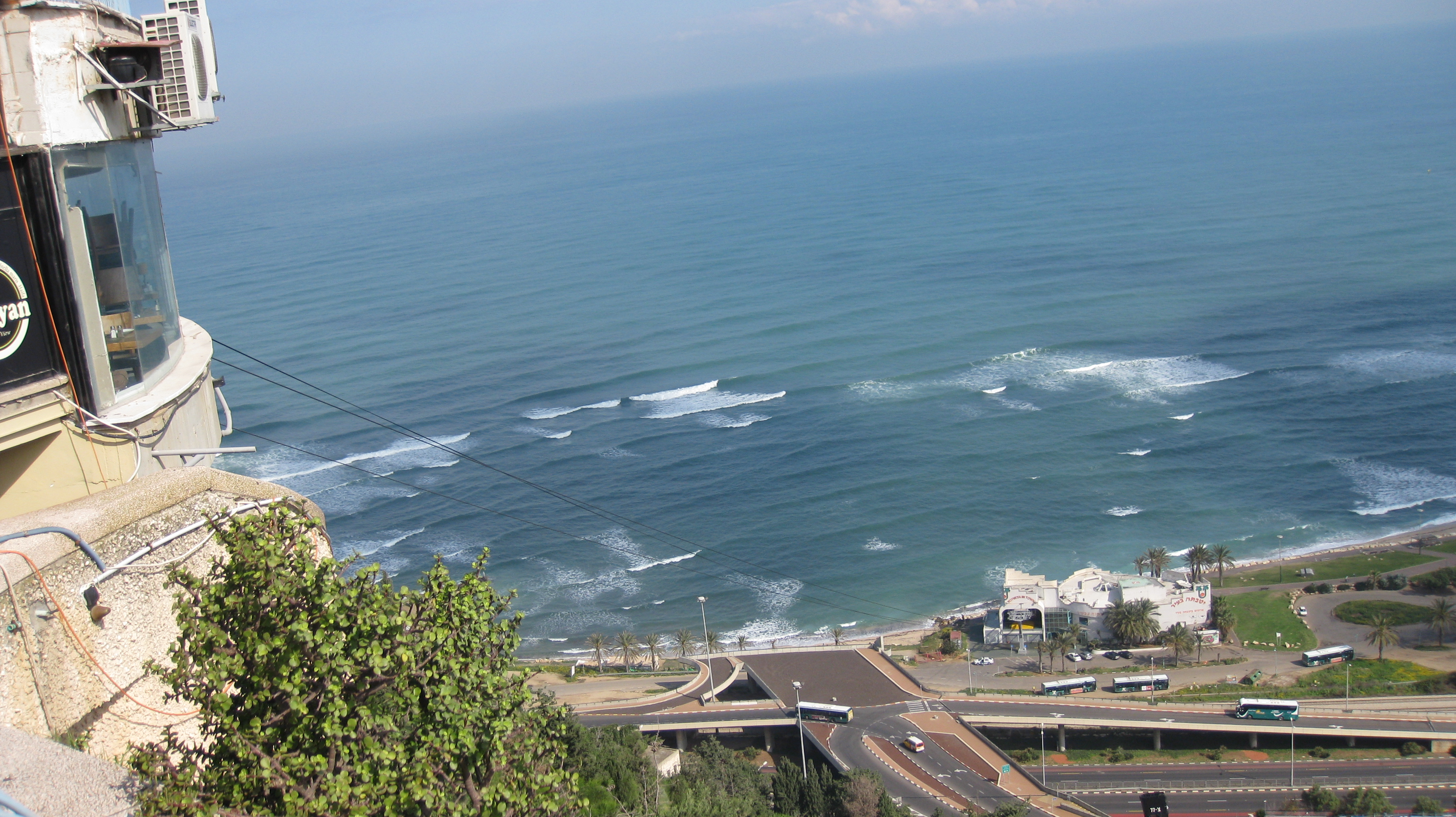
Верхня станція хайфської канатної дороги. Вид на нижню станцію, розташовану над рестораном «Йотвата ба-Ір» в районі Бат-Галім.

Французький Кармель (הכרמל הצרפתי) отримав свою назву на честь розташованого на території цього району монастиря кармелітів, які в більшості своїй були французами, і в честь школи для дітей, над якою майорів французький прапор. Цей район займає північно-західну скелясту край хребта Кармель.
В районі знаходяться маяк, монастир кармелітів, церква «Стелла Маріс», верхня станція хайфської канатної дороги, центр освіченого юдаїзму і школа «Лео Бек», названа на честь філософа Лео Бека. По району пролягає шлях з вершин хребта вниз, на захід, до приморського району Шпрінцак; вулиця, що веде від Центру Кармелю вниз, називається «Дерех Царфат».
Забудовувався в основному в 1940-1980-х роках, проте деякі будівлі з'явилися в цьому районі набагато раніше — в основному, люди селилися навколо нинішнього місця розташування монастиря кармелітів. Нині Французький Кармель — тихий, спальний район для середнього і вищого класу.

#### Центральний Кармель

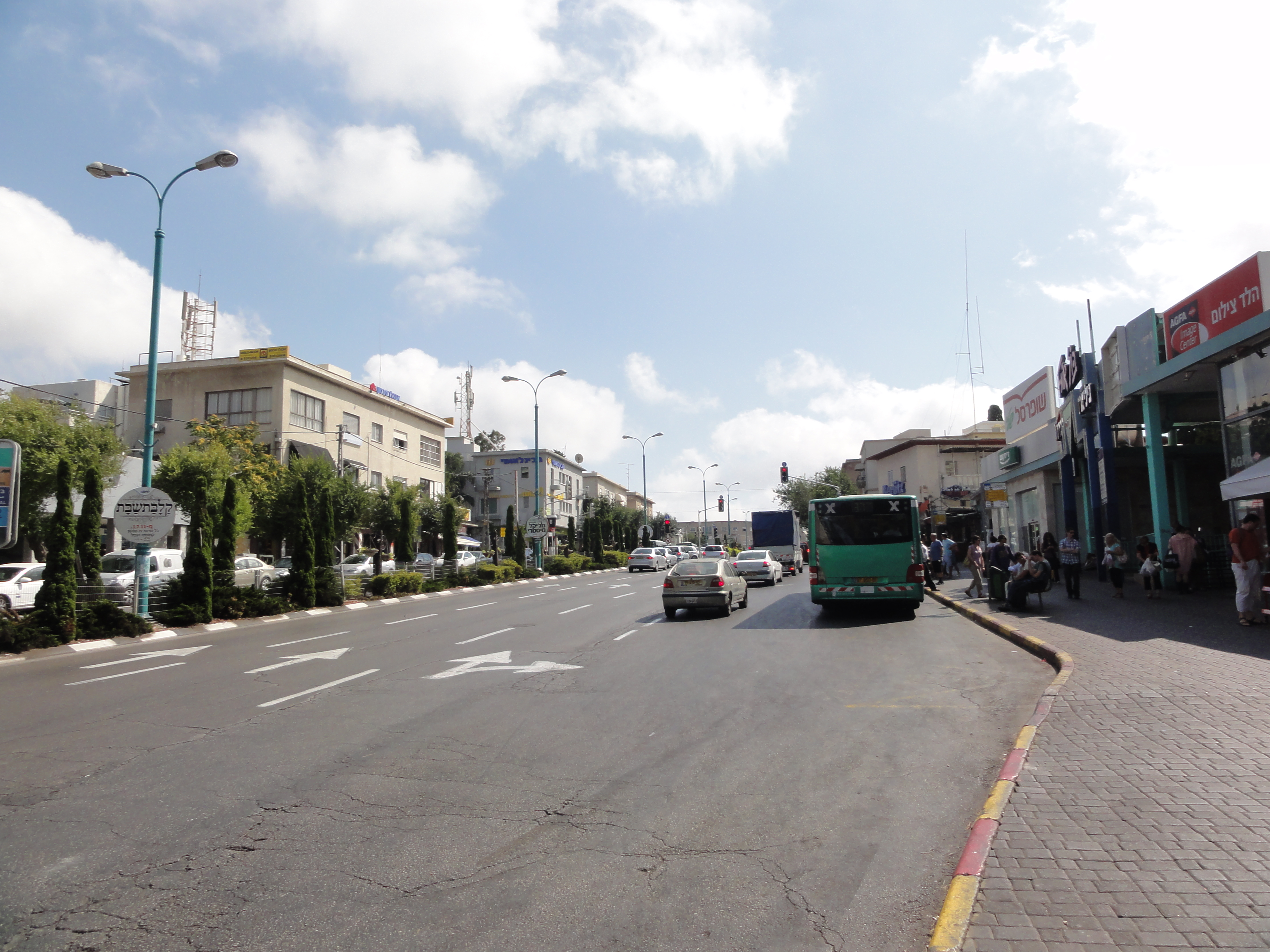
Центральний Кармель

Центральний Кармель почав забудовуватися в 1940-х роках. Через нього проходив єдиний шлях сполучення між єврейським поселенням в районі «Ахуза» і єврейським кварталом Хайфи «Адар». Оскільки арабська район (Нижній місто) був розташований нижче Адара, повідомлення було відносно безпечним, проте араби час від часу влаштовували вилазки і грабували і вбивали подорожніх. Це призвело до того, що єврейські поселенці стали спочатку патрулювати дорогу, а потім побудували вздовж неї ланцюг сторожових постів.
Пік забудови Центру Кармелю припав на 1960-і роки. Тоді основна ділове життя міста була зосереджена на Адар; район Кармель був центр новобудов, і багато людей відмовлялися від квартир на Кармелі заради квартир на Адар. Незабаром, вже в кінці 1970-х, ситуація в корені змінилася: продувається з півдня і з південного заходу Кармель став престижним районом, а Адар почав занепадати і старіти.
Зараз Центр Кармелю є в основному туристичним центром і престижним діловим районом.

#### Основні пам'ятки району Кармель

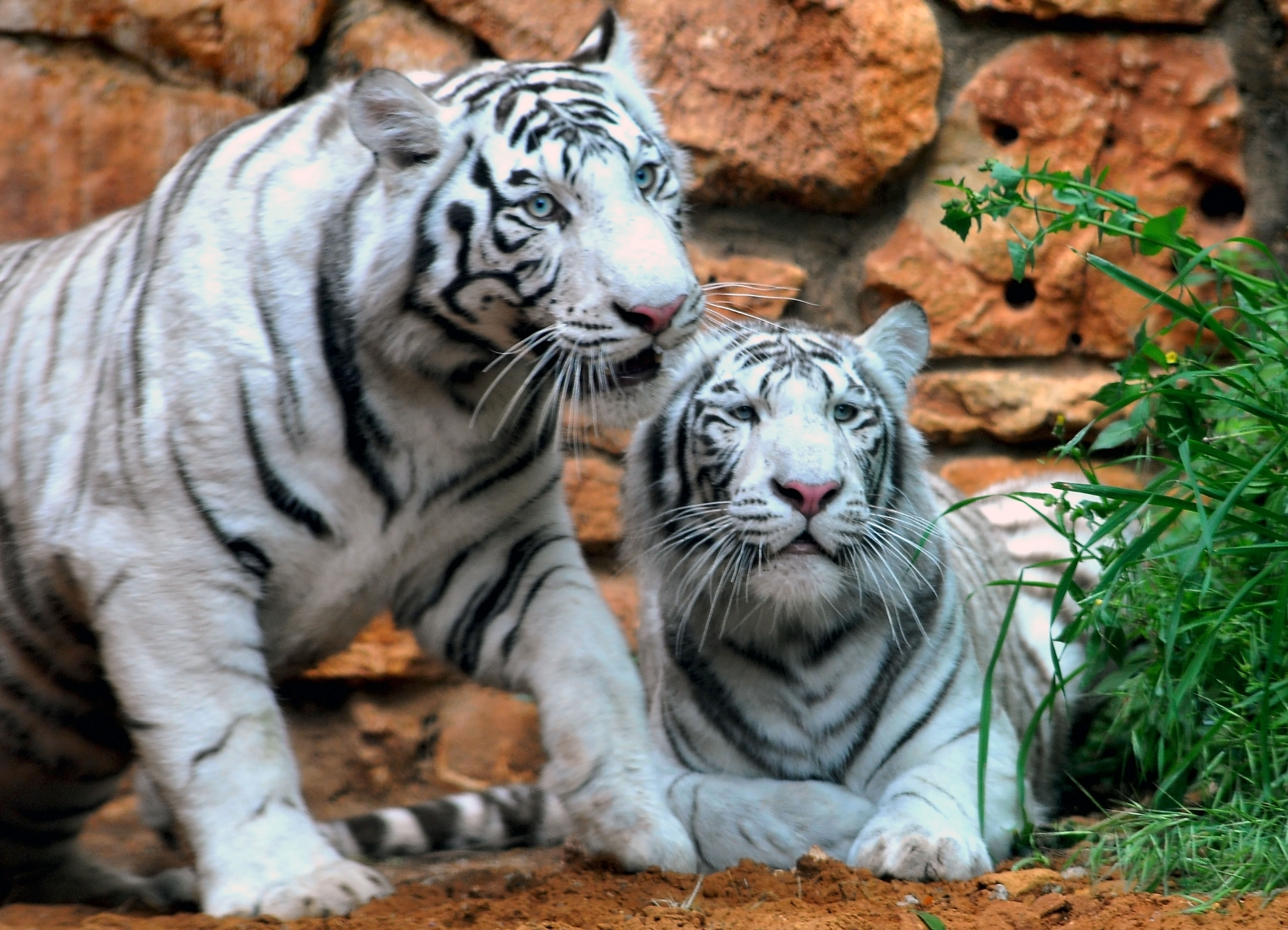
Навчальний Зоопарк Хайфи

- Монастир кармелітів і церква «Стелла Маріс».
- Маяк хайфського порту;
- Бахайские сади, верхня тераса (нижня знаходиться в мошавом Германіт);
- Верхня станція хайфської канатної дороги (нижня знаходиться в районі Бат Галім);
- Пішохідний бульвар «Таелет Луї».
- Верхня станція хайфського метро «Кармеліт» під назвою «Ган а-Ем[en]» (גן האם). (Нижня станція знаходиться в районі «Нижнє місто»);
- Музей японського мистецтва «Тікотін».
- Церква Іллі пророка Руської духовної місії в Єрусалимі; Російської православної церкви.
- Кіноцентр «Сінематек[en]».
- Концертний зал «Аудіторіум».
- Центр мистецтв ім. Рапопорта.
- Навчальний Зоопарк Хайфи.
- Археологічний музей (на території зоопарку).
- Музей художника Мане Каца.
- Готелі, паби, ресторани.
- Центр прогресивного юдаїзму.

#### Кабабір

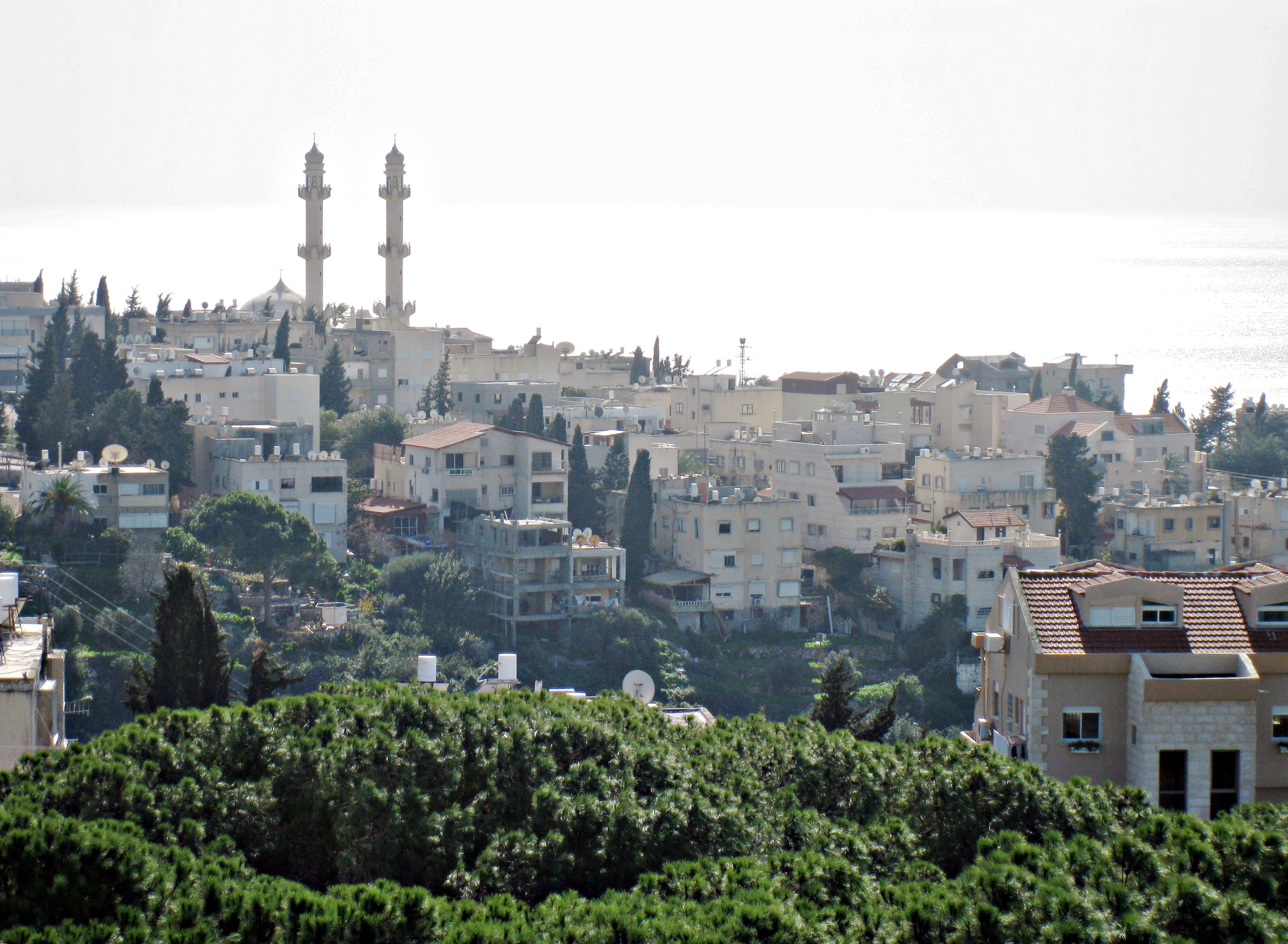
Вид на район Кабабір. Добре видно мінарети мечеті.

Район арабів-мусульман з громади Ахмадійя. Розташований на південно-західному відрогу гори Кармель, недалеко від району Кармель і зоопарку. Являє собою мусульманський анклав в центрі єврейського міста. Доступ в район — по двох вулицях від проспекту Морія. У центрі району знаходиться мечеть (див. Фото).

### Адар

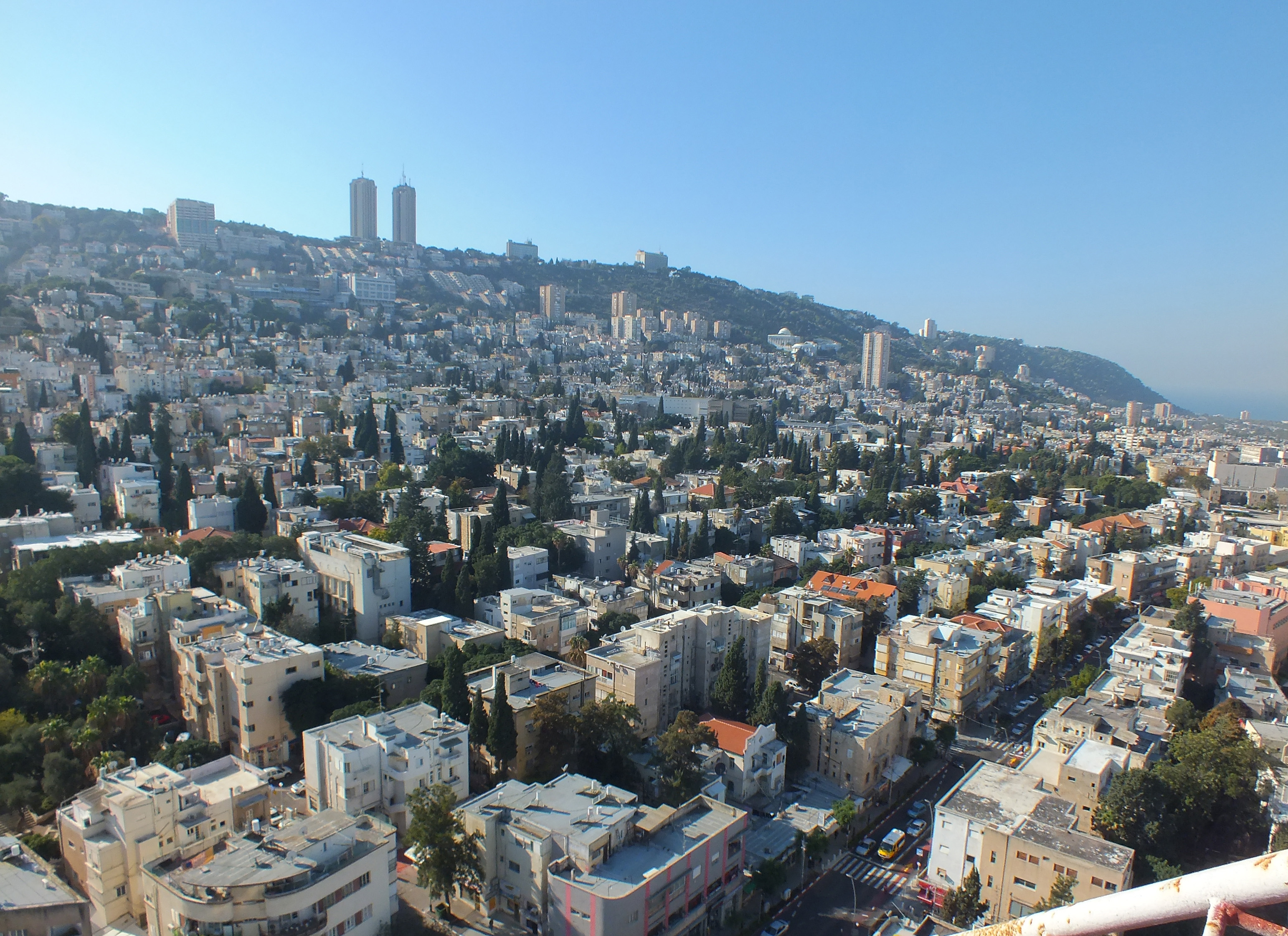
Адар

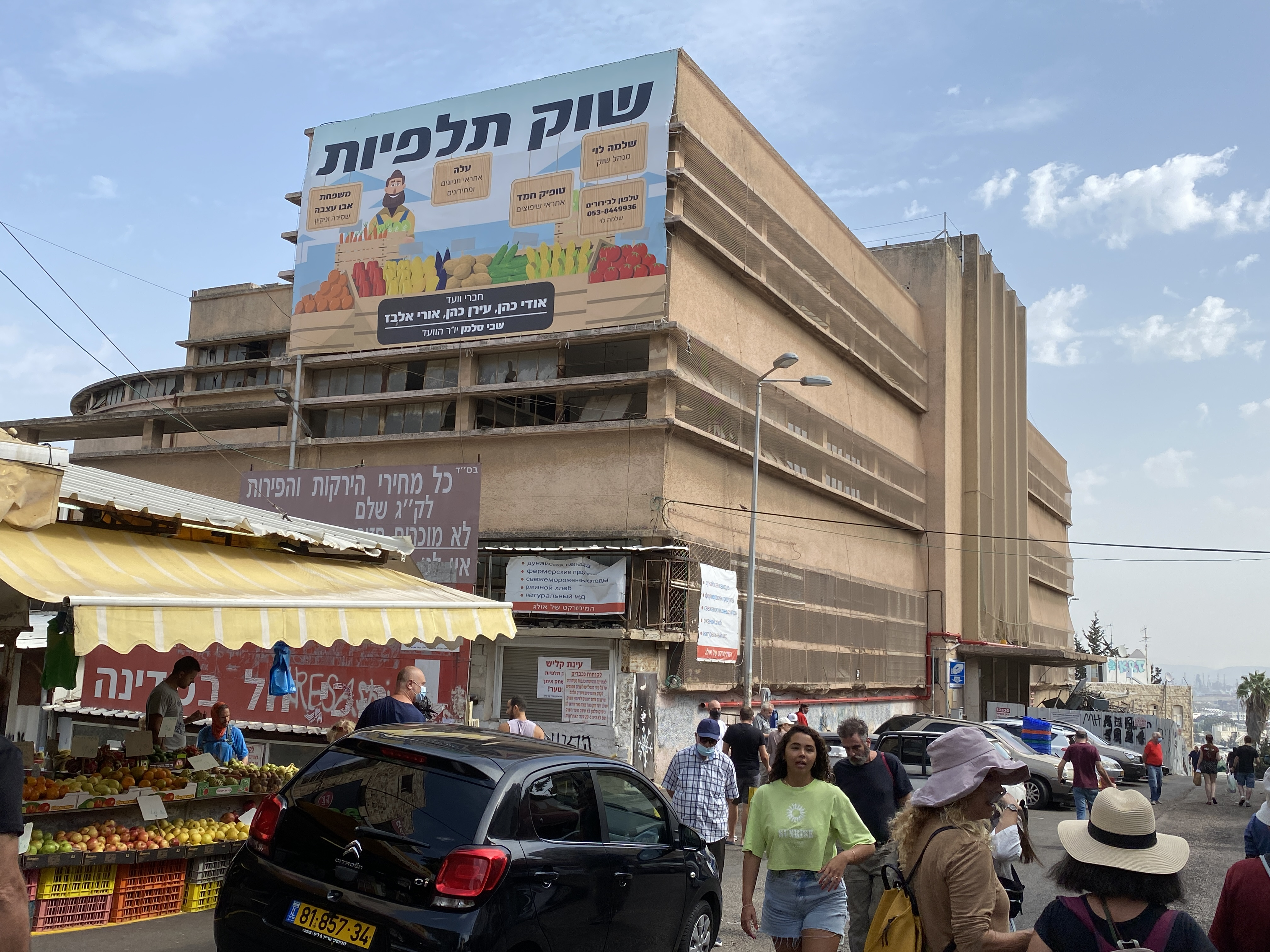
Ринок Тальпіот

Адар (הדר) — перший єврейський квартал Хайфи, розташовується на плато між розташованим на вершині гори Кармель районом Центр Кармелю і Нижнім Містом. Назва, за загальноприйнятою версією, походить від івритського слова «неhедар» (נהדר) — «прекрасний».
З північного заходу Адар обмежується районом арабів-християн Ваді Ніснас, а зі сходу — річкою аГіборім і районом релігійних юдеїв Рамат Вижниця. Обидва ці району часто включаються в Адар, як в повсякденній мові, так і адміністративно, однак разюче відрізняються від Адара за складом населення, тому винесені в окремі описи.
Адар займає площу 2,83 км² і становить 4,4 % території Хайфи. Населення району 37 170 жителів, що становить 14 % населення міста. Адар лежить на північному схилі гори Кармель між площею Кармель і Нижнім містом. В даний час в районі проживають численні нові іммігранти, в основному з колишнього Радянського Союзу.
Головна вулиця — вулиця Герцль — жвава торгова вулиця з безліччю магазинів, базарів і стічних центрів. Деякі освітні установи, такі як Техніон-ізраїльський технологічний інститут та середня школа Хіач були переміщені в інший район, інші — Хадаш, Бялик і Евен-Піна інститути закриті.
Як і у випадку з районом «Кармель», під загальною назвою «Адар» ховаються кілька районів: Нижній Адар, Центральний Адар і Верхній Адар.
У Західному Адар проживає 7940 чоловік, з яких 62 % складають араби. У цьому районі розташовані Сади Бахаї і Всесвітній Будинок Справедливості. Чудові Сади Бахаї спускаються вниз по схилу гори Кармель до району Німецькій колонії і є однією з головних туристичних визначних пам'яток Хайфи і недавно отримали статус об'єкта Всесвітньої спадщини ЮНЕСКО. Тут же розташовані художні галереї, антикварні магазини і невеликі кафе, а також Бейт Шагал — центр художників і скульпторів.
У Адар Еліон (Верхньому Адар) проживає 10 340 чоловік. Район містить багато анклавів харедім (ультраортодоксальних євреїв) і відповідних установ.
Адар Мерказ (Центральний Хадар) вважається серцем Адара з населенням в 9450 людей. Центральний Хадар містить багато архітектурних, культурних та історичних пам'яток Хайфи. Тут розташовані Муніципальний театр Хайфи, Національний музей науки, техніки і космонавтики — MadaTech, Центральна бібліотека, кілька парків, готелі, офісно-торгові центри.
У Східному Адар проживає 9440 чоловік. Район поділений на три околиці: Ялаг, геула і Рамат Визниця. Перші два з них є одними з найстаріших єврейських районів Хайфи. Геула і Рамат Визниця населені в основному ультраортодоксальними євреями. Район Рамат Визниця — це особливий район, де більшість жителів належать до хасидської громади на чолі зі своїм власним Ребе.
Через район Адар проходить підземний фунікулер Кармеліт.

### Неве-Шаанан

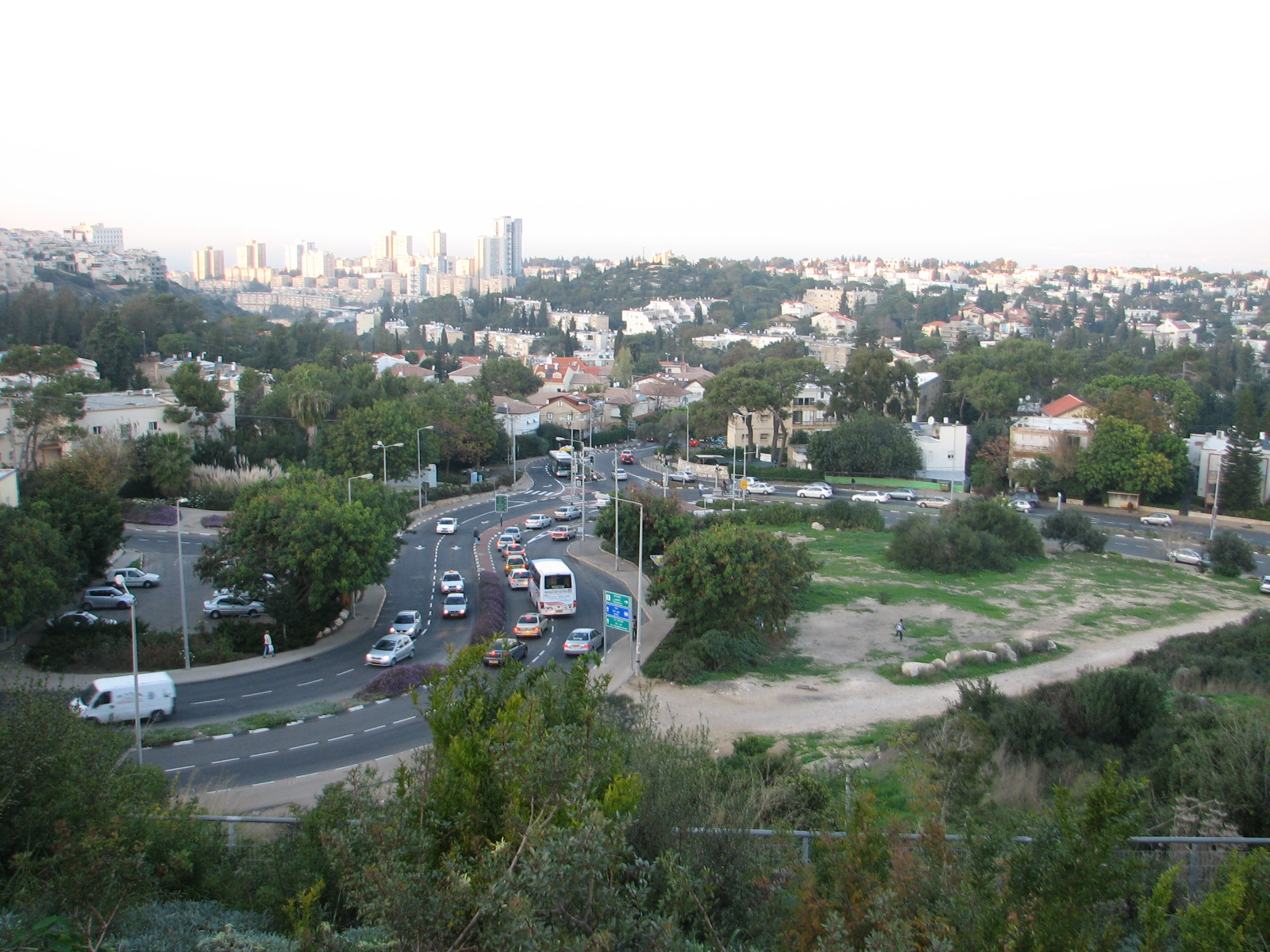
Південний Неве-Шаанан

У перші роки після закінчення Першої світової війни Хайфського євреї звернулися до англійця професору Патріку Гедес з проханням порекомендувати землі для придбання земель для нового району. Він об'їздив околиці вздовж і впоперек і незабаром повідомив, що знайшов на схилі Червоного Кармелю чудове плоскогір'я. Саме його гаряче і професійно рекомендував придбати англійський професор. Тут можна було придбати 1000 дунамів за ціною 8 лір за дунам. Євреї тоді холодно сприйняли його пропозицію, вважаючи, що створення відірваного від міста нового району, що не має ніякої навіть первинної інфраструктури, обійдеться потім дуже дорого.
І все ж в 1920 році «великий Спаситель земель Ерец-Ісраель» Іошуа Хенкин придбав для компанії «Ахшарат ха ишув» територію нинішнього Неве-Шаанан. Після укладання угоди з господарями земель було засновано товариство «Неві-Шаанан» («Обитель спокою»), яке включало 240 осіб. У початку 1922 року серед них була розіграна лотерея на придбання ділянок площею в 2 Дунама. Їх вартість уже становила 27 лір, а ділянки, що мають вид на море — 37 лір.
Отже, в 1922 році був заснований перший район Хайфи, який знаходився на пристойній відстані від компактного проживання євреїв.

#### Ізраелія

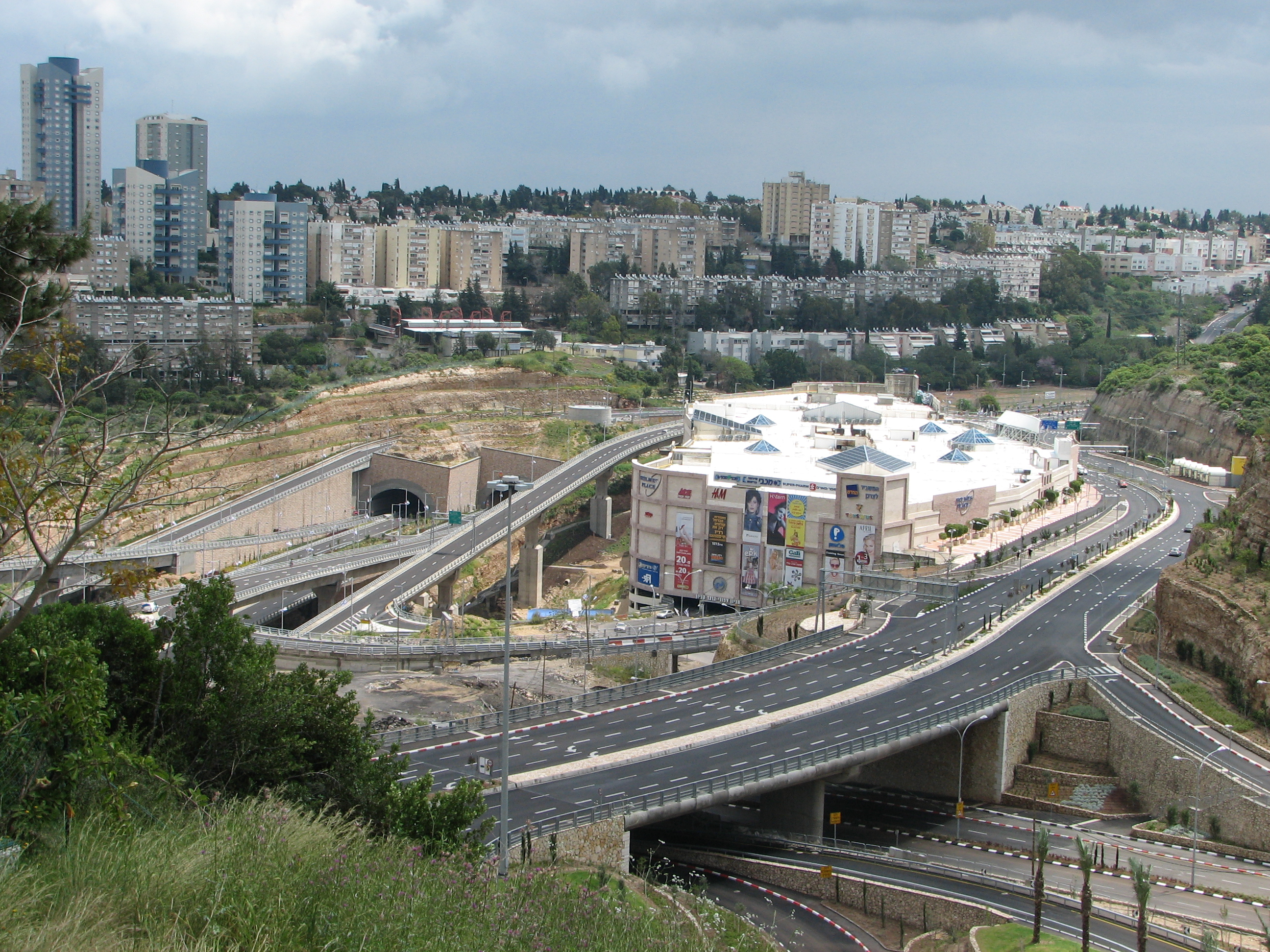
Будинки району Ізраелія, праворуч Торговий центр Гранд Каньйон і Розв'язка Руппін, що з'єднує Нижнє місто і Кармельский тунель з районами Неве-Шаанан і Кармель.

Район Ізраелія, в якому в 2007 році проживало близько 10 770 чоловік, був побудований після евакуації транспортних засобів з висотними будівлями і колонами «залізничних будівель». Головна вулиця — Абба халаль силвер. Тут знаходяться школи Дінур і Ізраелія, а також «Будинок Абба Хуші» — культурний центр. Перші житлові вежі в Хайфі були побудовані на вулиці силвер, в 1969 році — висотою 65 метрів. На околиці мікрорайону в 1980 році був відкритий сад «Спортек». Поруч з ним, на схилі Ваді, розташований Торговий центр Гранд Каньйон, найбільший торговий центр в Ізраїлі, будівництво якого супроводжувалося громадськими спорами.
На західній околиці Ізраелія і Неве-Шаанан перебував британський військовий табір, де під час Мандата розміщувалися солдати Легіону. Цей табір потім став однією з військово-морських баз і був в кінцевому підсумку покинутий.
Назва району як назва компанії, яка купила землю

#### Зив
Район Зів, центральний з районів Неве-Шаанан, був заснований через кілька років після заснування Неве-Шаанан. У 1930-х роках Абба Зів (який помер в 1946 році) іммігрував з Риги, Латвія, в Хайфу, заснував (разом з Йосефом Канцелбогеном) «Бонней Хайфа» і придбав близько 300 Дунам землі. Перші будинки були заселені в 1936 році. Будівництво в основному невелика і характеризується широкими дворами і великою відстанню від одного будинку до іншого. Більшість будівель були побудовані в 1950-х і 1960-х роках. З 1990-х років багато будинків були куплені, знесені і замінені багатоповерховими будинками, а іноді і двома будівлями на одній ділянці.
Розширений район включає в себе західну частину бульвару Трумпельдор, вулиць Шалом-Алейхем і Гільбоа, вулицю Берла Кацнельсона, яка оточує Зів у вигляді півкола, і невеликі квартали «Шахар». На перетині бульвару Трумпельдор і вулиці Шалом-Алейхема раніше була площа з фонтаном. Ідентифікація «площі Зів» була зроблена з розширенням і перетином.
Вулиці, що виходять з площі, були бульваром Трумпельдор і вулицями Шалом-Алейхем і Берл, які завжди служили головним діловим центром всього Неве-Шаанан, і тут можна знайти відділення банків, офісів, ресторанів і магазинів всіх видів. Поруч з площею був колишній кінотеатр «Зів», який був закритий, а також супермаркет, який протягом десятиліть належав кооперативному об'єднанню «Хацархан» і був проданий ультраортодоксальній мережі магазинів «Бар-коль».
По сусідству знаходиться Публічна бібліотека, а поруч з ним знаходиться Місцева адміністрація. «Відкрита школа імені Беррі» також знаходиться по сусідству, як Гашомер Гацаїр і гніздо робочої та учнівської молоді. На схід від нього, поруч з Техніоном, знаходиться Міський спортивний стадіон і спортивний центр.

#### Кір'ят-ха-Техніон

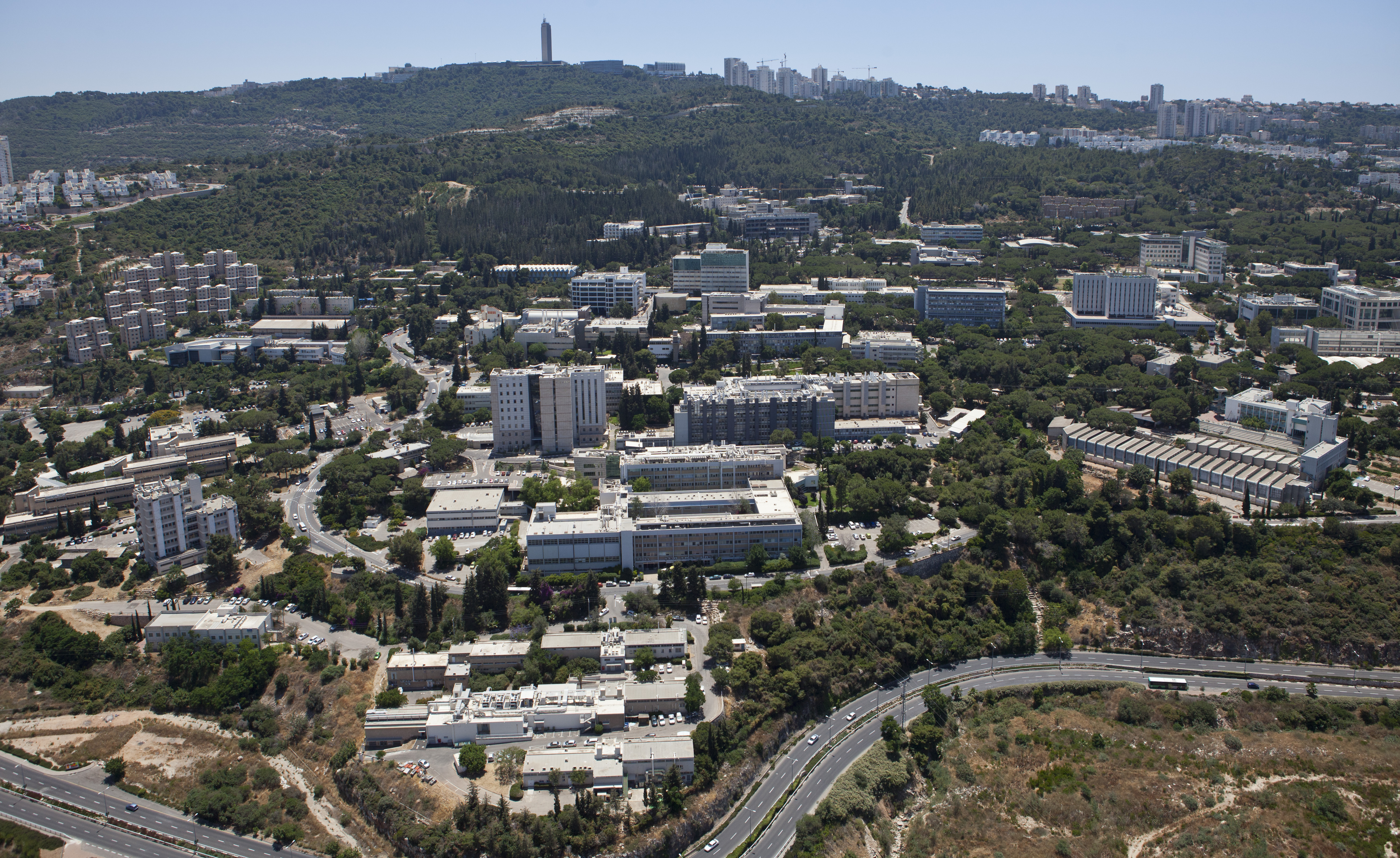
Кампус Техніона називається Кір'ят-ха-Техніон. Він охоплює 1325 дунамів між районом Неве-Шаанан і містом Нешер.

Заснований у 1950-х роках неподалік від площі Зів, Кір'ят-ха-Техніон є резиденцією Техніона, одного з найпрестижніших навчальних закладів Ізраїлю. Ха-Кір'я — це кампус площею 1325 дунам, на території якого розташовані студентські будівлі, лабораторії та гуртожитку для студентів, молодшого персоналу та сімей з дітьми. Межує з східною стороною Нешера.
Наріжний камінь Техніона Кирьят був закладений в 1953 році. Населення комплексу почалося в 1960-х роках і тривало навіть на початку 21-го століття. Протягом довгого часу дослідження проводилися в двох кампусах Техніона, один в Хадаре, а інший в Техніон, але з 1986 року Установа використовувалося тільки Техніон-коледжем. Історична будівля Адара було перетворено в Національний музей науки, техніки і космосу.

#### Рамот Ремез
Рамот Ремез був заснований в 1949—1950 як житловий проект для літніх членів союзу Гістадрут. До них приєдналися професійні військові.
Спальний район на відрогах гори Тлалім, на якій розташований Хайфський університет. Географічно оточений: з півночі — районами Рамат Сапір і Рамат Хен, з північного сходу — перехрестям Зів, зі сходу — кампусом Техніона і районом Рамат Алон, з півдня (вище по схилу гори) — районом Рамат Альмог. З огляду на те, що район забудований в п'ятдесяті-шістдесяті роки, якість житла залишає бажати кращого; — навіть незважаючи на те, що будинки вище по схилу гори побудовані в 1970-х роках, розміри квартир і кількість кімнат в них рідко виявляється більшим. Поєднання низького муніципального податку та невисокій вартості знімного житла приваблює в район небагатих репатріантів, пенсіонерів, студентів. Близькість району до Техніон і Університету приваблює безліч студентів. Пам'ятка району — великий парк, в якому розкидані житлові будинки. В останні роки неодноразово робилися спроби з боку муніципалітету збільшити поверховість будинків в районі, або побудувати на місці парків нові житлові будинки, що зустріло активний опір місцевих жителів. Завдяки експериментальної реформу автобусного сполучення (проект «Шхунатіт») значно покращився в останній рік автобусне сполучення з іншими районами міста. Значна частина жителів району, однак, вважає, що дана реформа ущемила їх інтереси і погіршила в районі ситуацію з транспортом.

#### Рамот Сапір
Невеликий район Рамат Сапір був заснований в 1980 році і забудований висотними будівлями, що складаються з восьми і більше поверхів. У цьому районі також знаходиться невеликий торговий центр, кілька громадських місць. Рамат-Хен, заснований в 1990-х роках, складається з таунхаусів.

#### Рамат Хен
Рамат Хен — самий новий житловий район в Хайфі. Будівництво було завершено в першому десятилітті 21-го століття на пагорбі, який раніше називався «Пагорб підрядників» на схід від Рамот-Сапіра, межує з півднем по дорозі Ханкін, на захід від Потік-Ремез і Рамот-Сапіра, на північ від Потіку Шаанан і дороги Симха Голан і на схід в районі Зів. Це невеликий район, в якому в 2007 році проживало близько 1700 осіб, в основному це будинки і котеджі. Це привертає населення середнього та високого класу.

### Рамот-ха-Кармель

#### Ахуза

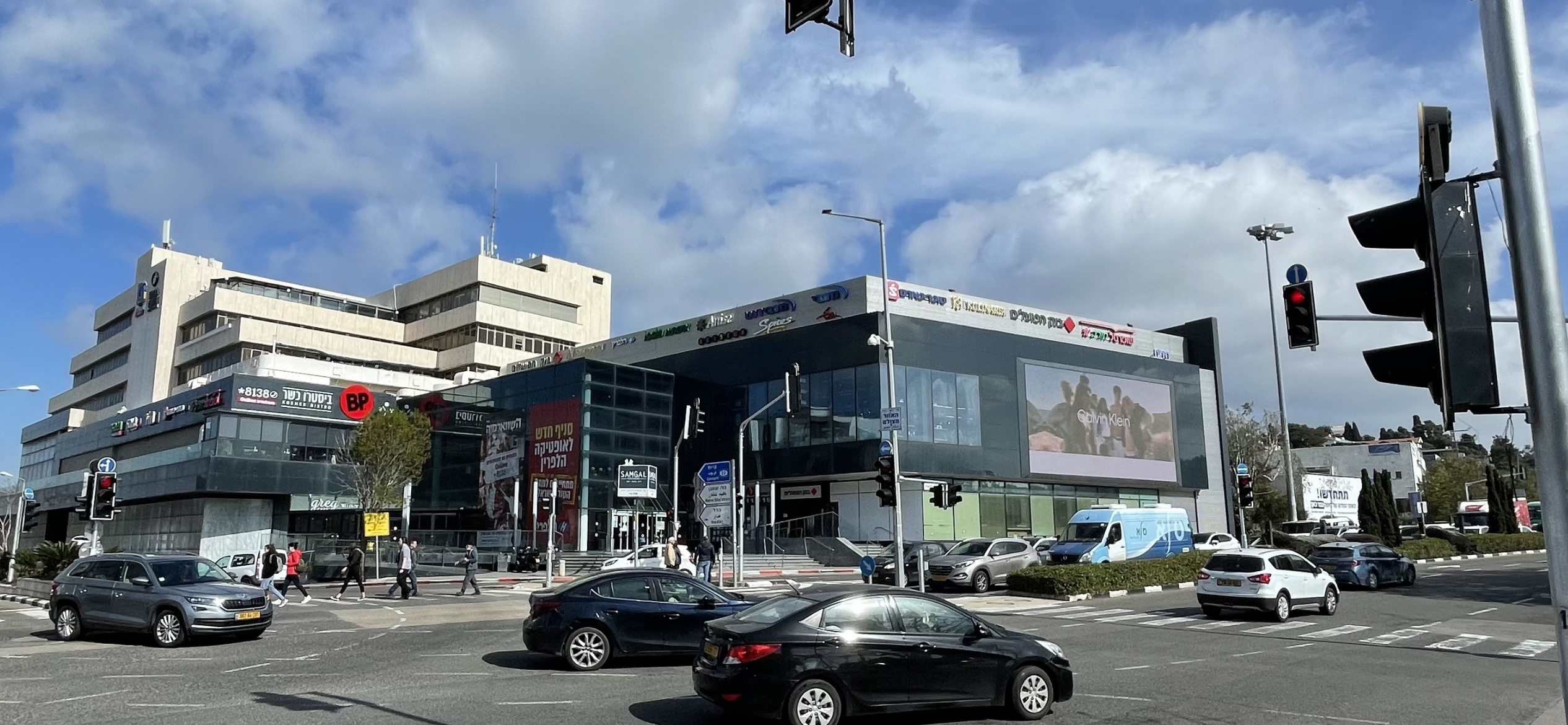
Площа Хорев і Центр Хорев (торговий центр) в районі Ахуза

Будівництво району почалося в 1925 році, тут були одні з перших поселень на горі Кармель.
В районі Ахуза сьогодні проживає 5630 чоловік. У району дуже гарне розташування, висококласна прилегла територія зі змішаним населенням. Поряд з районом Неф Шана, він також є одним з двох основних місць концентрації англомовних іммігрантів в Хайфі. Тут існує велика релігійна громади і всілякі релігійні інститути. Багато вчених і фахівці живуть в Ахузе. Район в основному складається з невеликих житлових будівель (6-12 сімей), а також кількох приватних будинків. У цьому районі розташовані кілька шкіл, клуб пенсіонерів, Будинок пристарілих, лікарня Кармель, готель.

#### Ромема
В районі Ромемот проживає 8340 чоловік. Район складається з Старої і Нової Ромема. Ці райони були створені в 1950-х і 1960-х роках і потім розширені в 1980-х і 1990-х. В обох Ромема досить змішане населення, включаючи молодих і літніх людей, новачків і корінних ізраїльтян, релігійних і нерелігійних жителів. У районі розташовані початкові школи, муніципальний спортивний центр, центр молодіжного руху, місце розкопок Рош Майя, міська бібліотека, готелі, студентські гуртожитки.

#### Денія

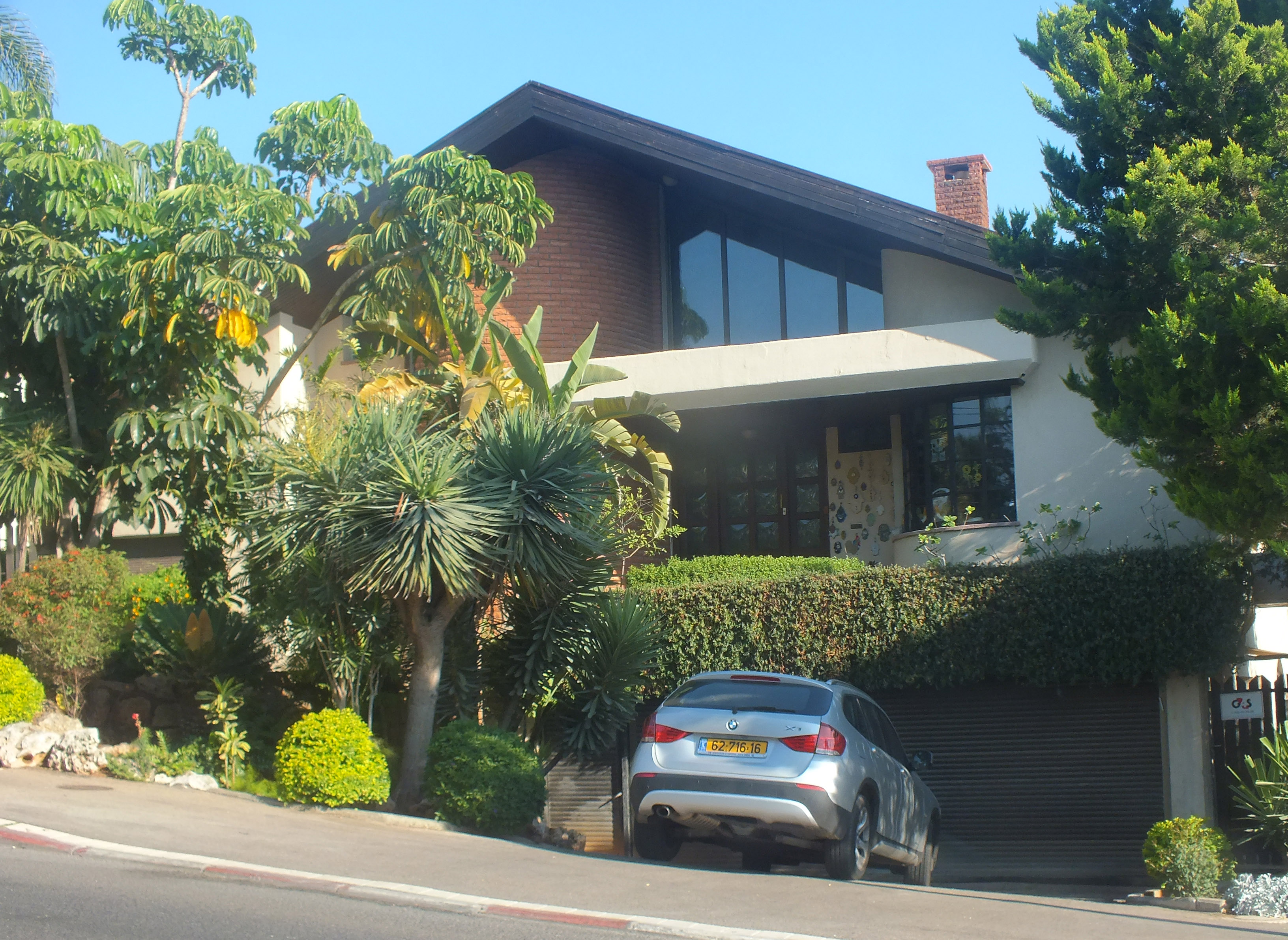
Типовий будинок в Денії

Денія (івр. דניה) або Ход-ха-Кармель (івр. הוד הכרמל) — один з найпрестижніших районів Хайфи і найбагатших районів Ізраїлю. Забудований в 1980-х і пізніше. Район отримав свою назву за назвою будівельної фірми «Danya Cebus». Назва «Денія» збігається з архаїчним назвою Данії на івриті, і одна з вулиць району названа в честь цієї країни. Багато вулиць району названі в честь інших держав — Фінляндії, Італії, Швеції та інших.

#### Історія району
В районі практично відсутні багатоповерхові житлові будинки; він забудований одно-двох-триповерховими віллами і котеджами на одну-дві сім'ї, багато — з басейнами. Внаслідок географічних особливостей місцевості, район витягнувся довгим вузьким «язиком», нижня частина якого практично стикається з містом-сателітом Хайфи Тірат а-Кармель. Повідомлення з іншим містом ведеться лише через два перехрестя, розташованих в самій верхній частині району. Таким чином, з точки зору міського планування район Денія є тупик. Це забезпечує відсутність гучних клубів, ділових центрів, широких доріг і т. П., Іншими словами — тишу і спокій в районі.
Протягом багатьох років витають ідеї об'єднати нижню частину Денії і верхню частину Тірат а-Кармель і побудувати широку дорогу, що сполучає узбережжі Середземного моря і гребінь гори Кармель, що проходить через Тірат а-Кармель і Денію. Однак цим ідеям, швидше за все, не судилося збутися, тому що така дорога, дозволяючи розвантажити надзвичайно переобтяжене шосе ім. Фрейда (про який розповідається в статті Хорев), одночасно зробить Денію дуже гучним районом з великою кількістю транзитних машин, і в результаті ціни на житло в Денії катастрофічно впадуть.

#### Пам'ятки, розташовані в районі Денія
- До району Денія примикає кампус Хайфського університету. У кампусі знаходяться: музей ім. Реувена Хехта[en], музей стародавнього корабля, галерея мистецтв і оглядова галерея (в башті «Ешколь»). Детальніше див. Статтю про Хайфському університеті.
- До району Денія примикає національний парк і заповідник гори Кармель.
- У кампусі Хайфського університету буде розташовуватися верхня станція канатної дороги, що з'єднує Хайфській університет, Техніон і Чек-Пост.

## Влада

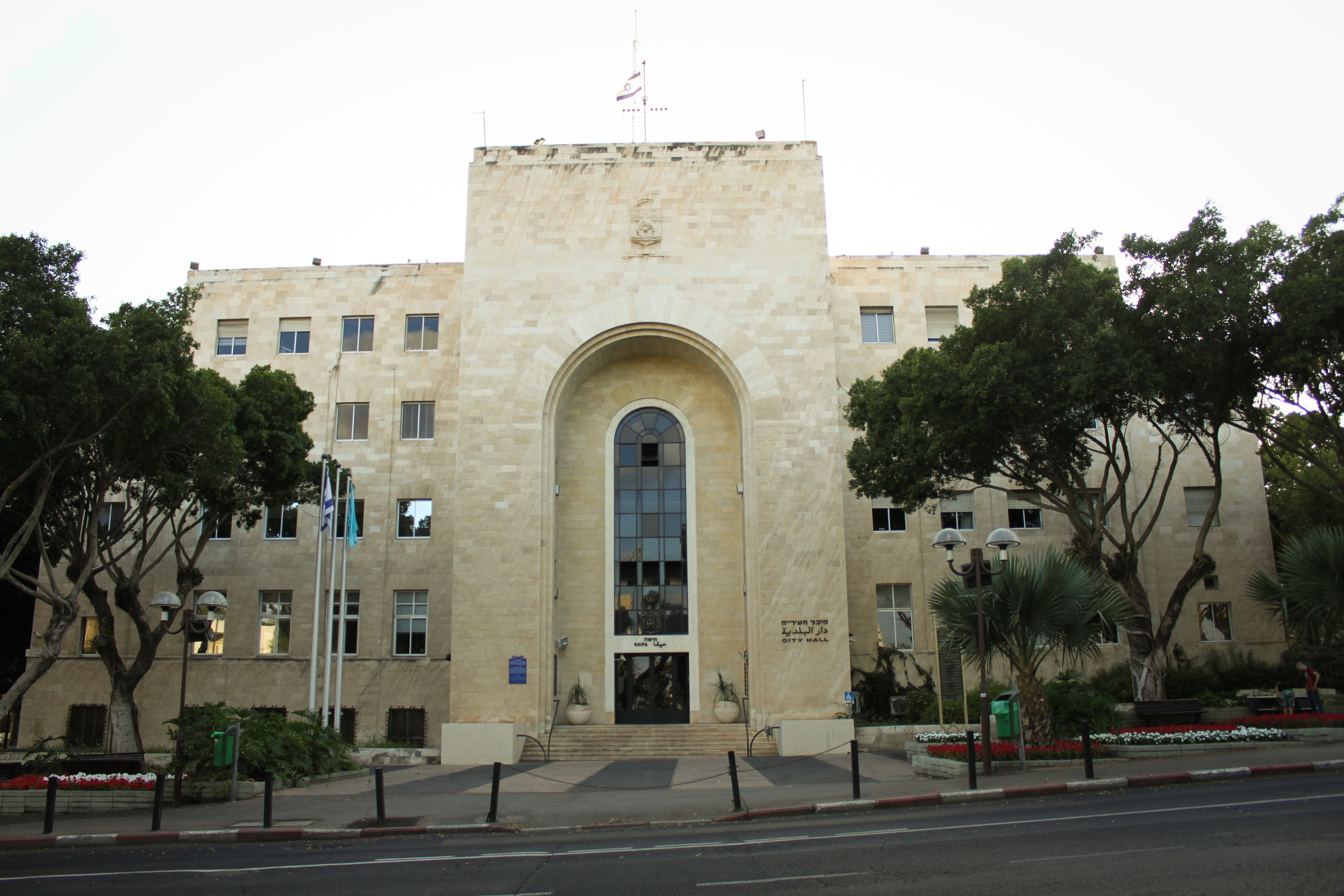
Будівля мерії Хайфи

Будучи промисловим портовим містом, Хайфа традиційно була оплотом лейбористської партії. Сильна присутність докерів і профспілок принесло йому прізвисько «Червона Хайфа». Крім того, багато видних араби в ізраїльській комуністичної партії, в тому числі Тауфік Тубі, Еміль Хабібі, Булус Фарах і Еміль Тома, були з Хайфи.
В останні роки спостерігається зміщення до центру. Це було найкраще продемонстровано на парламентських виборах 2006 року, коли партія «Кадіма» отримала близько 28,9 % голосів в Хайфі, а лейбористи відстали з 16,9 %.
До 1948 року муніципалітет Хайфи був досить незвичайним, оскільки він розвивав співробітництво між змішаною арабської і єврейської громадою в місті, за участю представників обох груп, що беруть участь в управлінні містом. За мера аль-Хаджі в період з 1920 по 1927 рік у міській раді було шість арабських і два єврейських представника, а містом керував змішаний муніципалітет із загальним арабським контролем. Більш широке співробітництво було введено при Хасану Беї Шукрі, який прийняв позитивне і мирове ставлення до євреїв міста і дав їм керівні посади в муніципалітеті. У 1940 році був обраний перший єврейський мер, Шабтай Леві. Два депутата Леві були арабами (один мусульманин, інший християнин), а інша частина ради складалася з чотирьох євреїв і шести арабів.
Сьогодні Хайфою управляє 12-а міська рада на чолі з мером Ейнат Каліш-Ротем. Результати муніципальних виборів визначаються складом ради, як і вибори в Кнесет. Міська рада є законодавчою радою в місті і має право приймати допоміжні закони. Дванадцятий рада, який був обраний в 2003 році, складається з 31 члена, причому найбільша кількість місць зайняв ліберальний квиток «Шинуй-зелені», а «Лікуд» посів друге місце. Багато з рішень, прийнятих міською радою, є результатом рекомендацій різними муніципальними комітетами, які є комітетами, в яких не муніципальні органи зустрічаються з представниками міської ради. Деякі комітети є спонтанними, але деякі є обов'язковими, наприклад, комітет з безпеки, тендерний комітет і фінансовий комітет

### Мери
- Наджіб Ефенді аль-Ясін[en] (1873–77)
- Ахмад Ефенді Джалабі (1878–81)
- Мустафа Бей аль-Салих (1881–84)
- Мустафа-паша аль-Халил[he] (1885—1903)
- Джаміль Садік (1904–10)
- Ріфат аль-Салах (1910–11)
- Ібрагім аль-Халил[he] (1911–13)
- Абд аль-Рахман аль-Хадж[he] (1920–27)
- Хассан бей Шукри[en] (1914–20, 1927–40)
- Шабтай Леві[en] (1940–51)
- Абба Хуші (1951—1969)
- Моше Фліманн (1969—1973)
- Йосеф Алмогі[en] (1974—1975)
- Єрухам Зейзель[en] (1975—1978)
- Ар'є Гурель[en] (1978—1993)
- Амрам Мітзна (1993—2003)
- Гиора Фішер (тимчасовий мер, 2003 р.)
- Йона Яхав (2003—2018)
- Ейнат Каліш-Ротем (2018—2024)
- Йона Яхав (2024 — сьогодні)

## Спорт

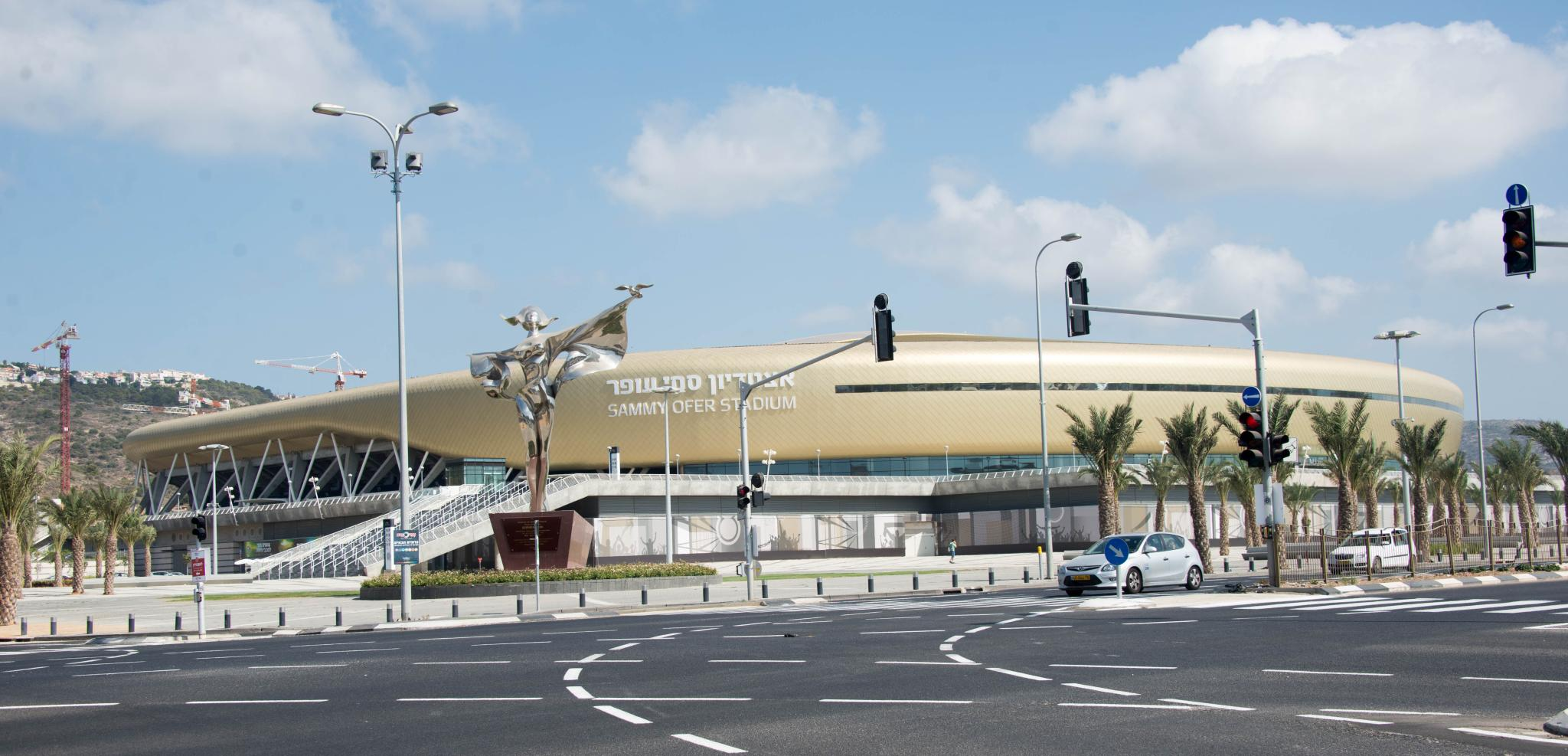
стадіон Саммі Офер

У місті розташований стадіон «Саммі Офер» відкритий в 2014 році і вміщує 30 780 глядачів. Свій перший офіційний матч на цьому стадіоні національна збірна Ізраїлю з футболу провела 16 листопада 2014 року.
Два Хайфського футбольні клуби, «Маккабі» (Хайфа) та «Хапоель» (Хайфа), грають в Ізраїльської Прем'єр-лізі.
У місті розташований Палац спорту «Ромема», що пройшов реконструкцію в 2012 році і вміщує 5000 глядачів. У «Ромема» проводить свої матчі Баскетбольний клуб «Маккабі» (Хайфа).

## Консул України
- Почесний Консул України в м. Хайфа — Арон Сергійович Майберг

## Населення
Населення: 274 200 (2007)

## Міста-побратими Хайфи
- Одеса, Україна — з 1992 року.

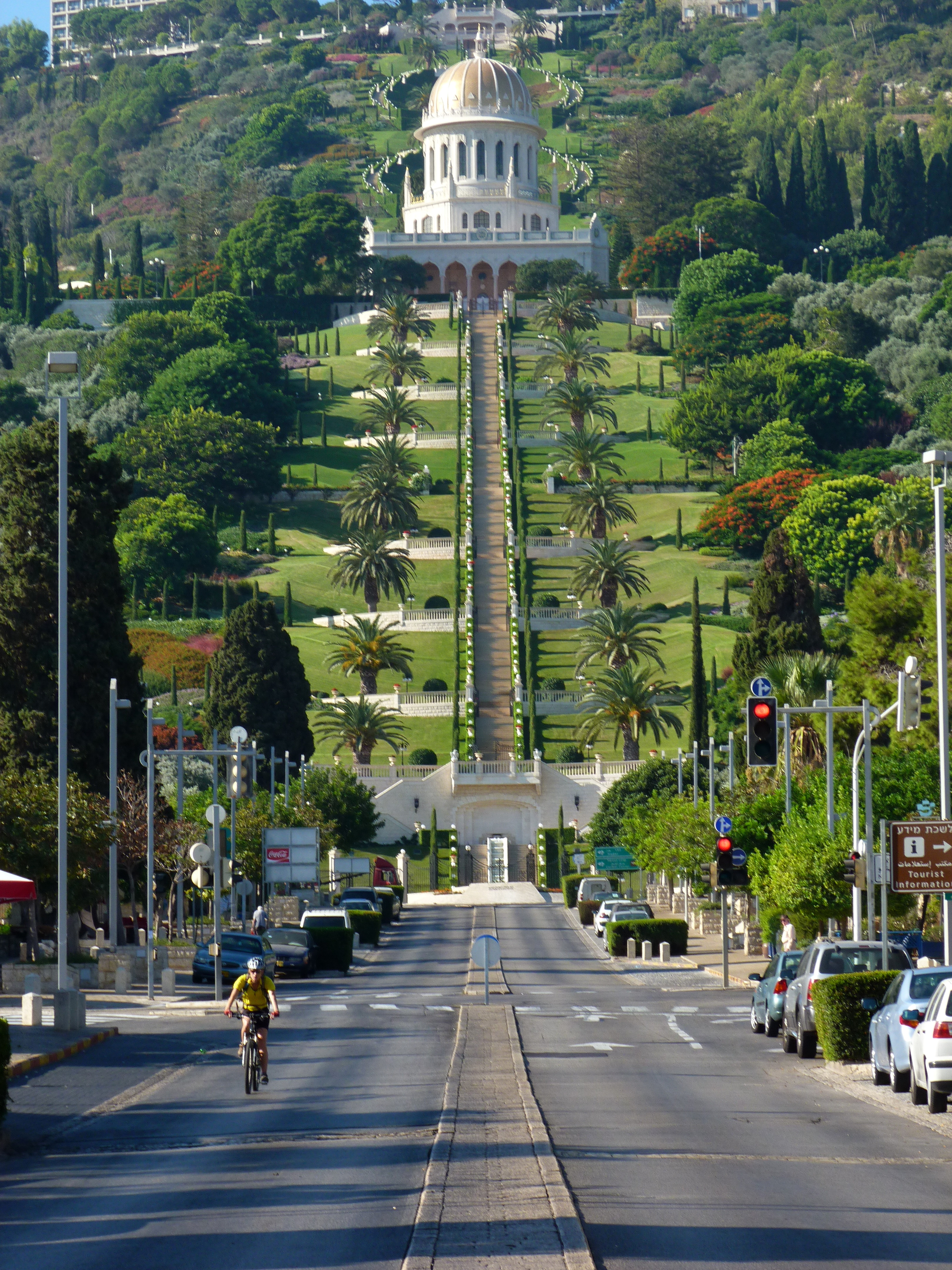
Вид з Німецької колонії на Бахайські сади

- Бостон, Массачусетс, США — з 1999 року.
- Сан-Франциско, Каліфорнія, США — з 1984 року
- Форт Лаудердейл, Флорида, США — з 2002 року.
- Портсмут, Велика Британія — з 1962 року.
- Ньюкасл, Велика Британія — з 1980 року.
- Хакні, передмістя Лондона, Велика Британія — з 1968 року.
- Турин, Італія — з 1997 року
- Ольборг, Данія — з 1972 року
- Антверпен, Бельгія — з 1986 року.
- Бремен, Німеччина — з 1978 року.
- Дюссельдорф, Німеччина — з 1988 року.
- Майнц, Німеччина — з 1987 року.
- Ерфурт, Німеччина — з 2000 року.
- Марсель, Франція — з 1962 року.
- Лімасол, Кіпр — з 2000 року.
- Шанхай, Китай — з 1994 року.
- Маніла, Філіппіни — з 1971 року.
- Кейптаун, ПАР
- Росаріо, Аргентина — з 1988 року.

## Відомі особистості
В поселенні народилась:
- Енн Кроуфурд (1920—1956) — англійська актриса.
- Одея Раш (1997-)  — ізраїльсько-американська акторка кіно і телебачення.
- Орр Баруш (1991-) — ізраїльський футболіст.
- Агарон Чехановер (1947-)  — ізраїльський біохімік, лауреат Нобелівської премії з хімії 2004 року.
- Джонатан Ерліх (1977-) — ізраїльський професійний тенісист.
- Арі Фольман (1962-) — ізраїльський кінорежисер і сценарист.
- Аврагам Гершко (1937-)  — ізраїльський біохімік, лауреат Нобелівської премії з хімії 2004 року.
- Ширі Маймон (1981-)  — ізраїльська виконавиця поп-музики та акторка.
- Хілел Словак (1962—1988) — американський гітарист, був одним із засновників групи Red Hot Chili Peppers.

## Галерея

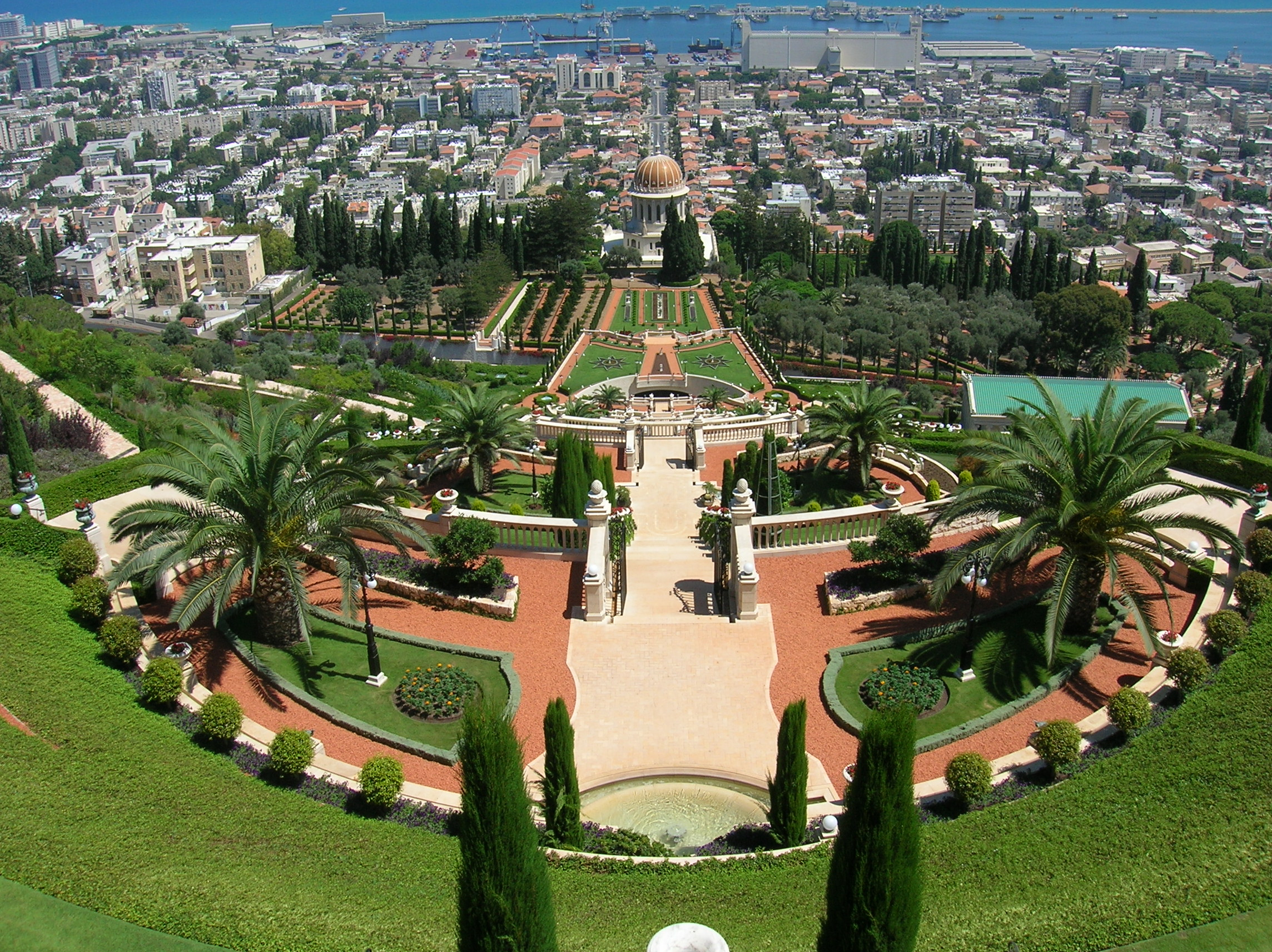
Всесвітній Центр Багаї, Усипальниця Баба, і Бахайські сади
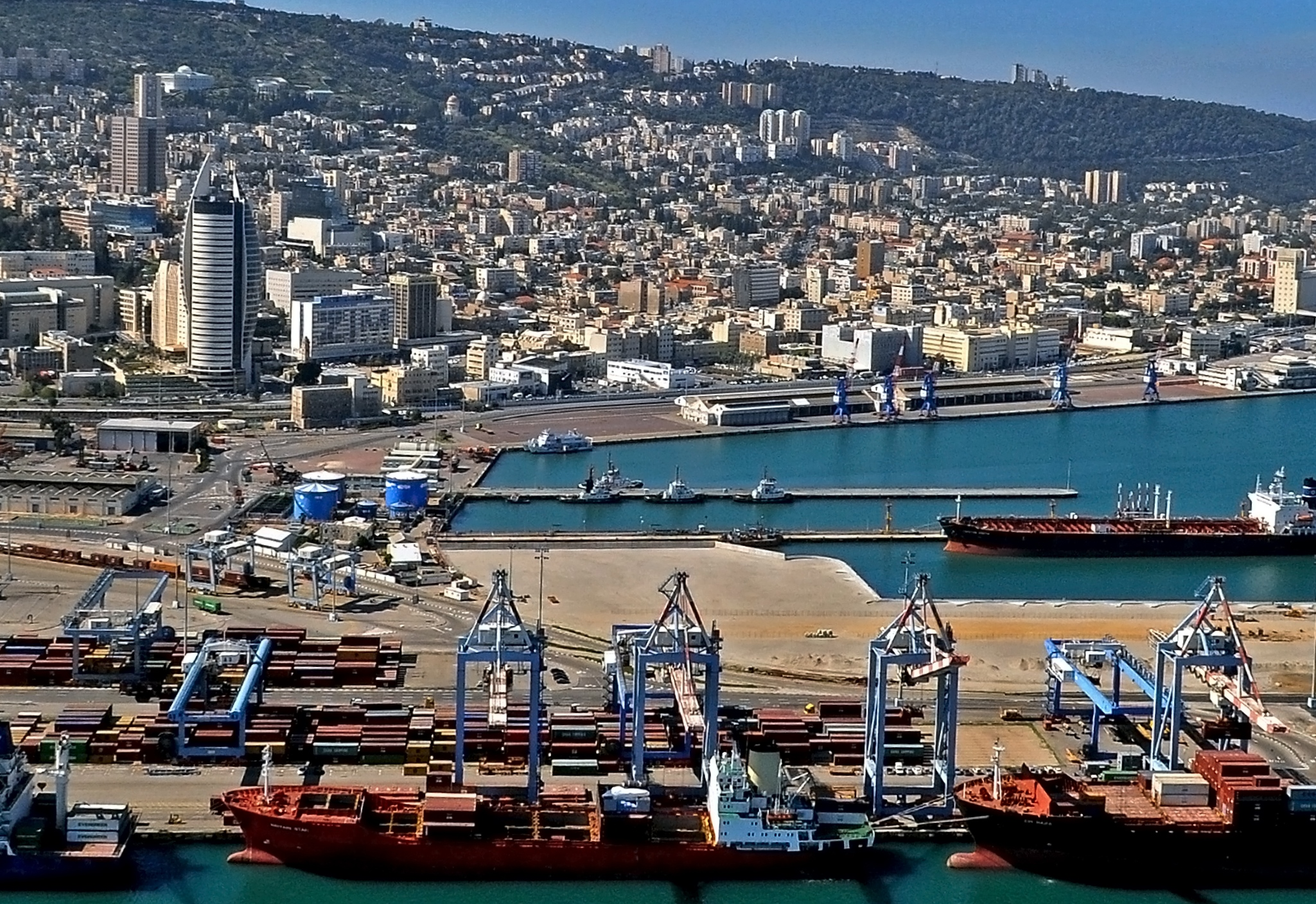
Порт Хайфи
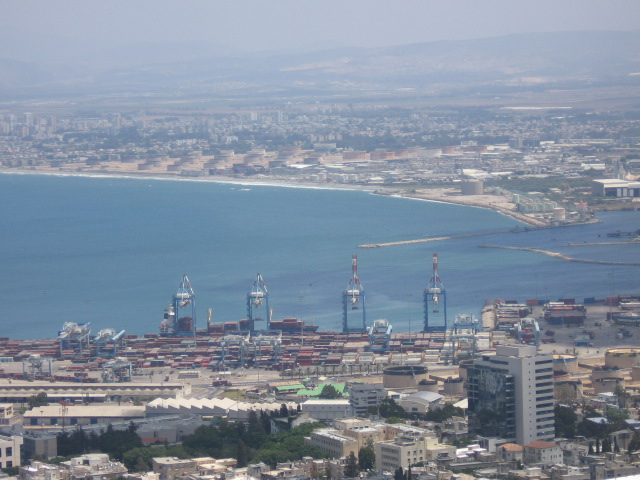
Бухта Хайфа
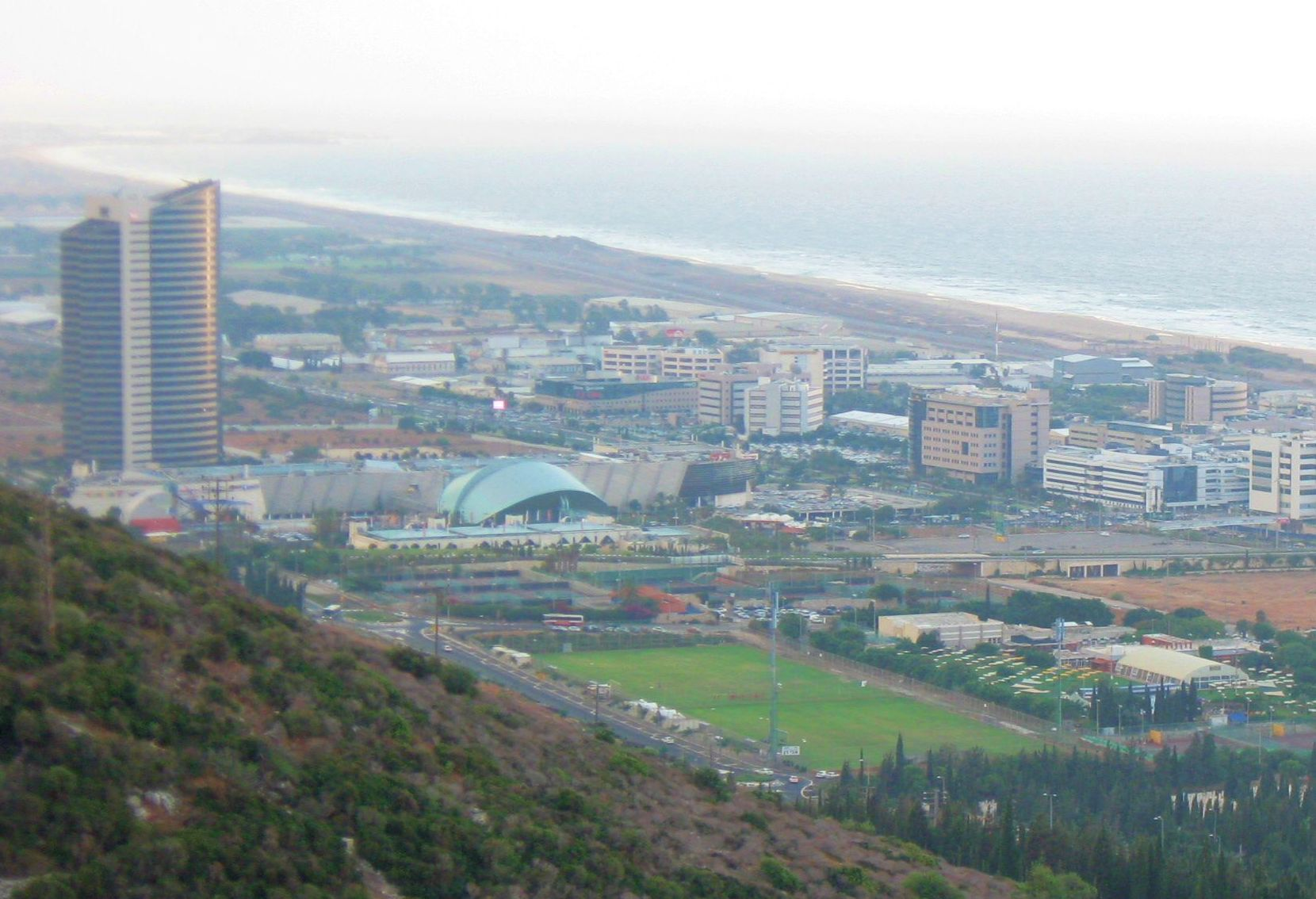
Західні схили Кармелю і зона торгівлі і зайнятості в центрі якого Матам, торговий центр Каньйон Хайфа, Вежа електричної компаній і центр конгресів.
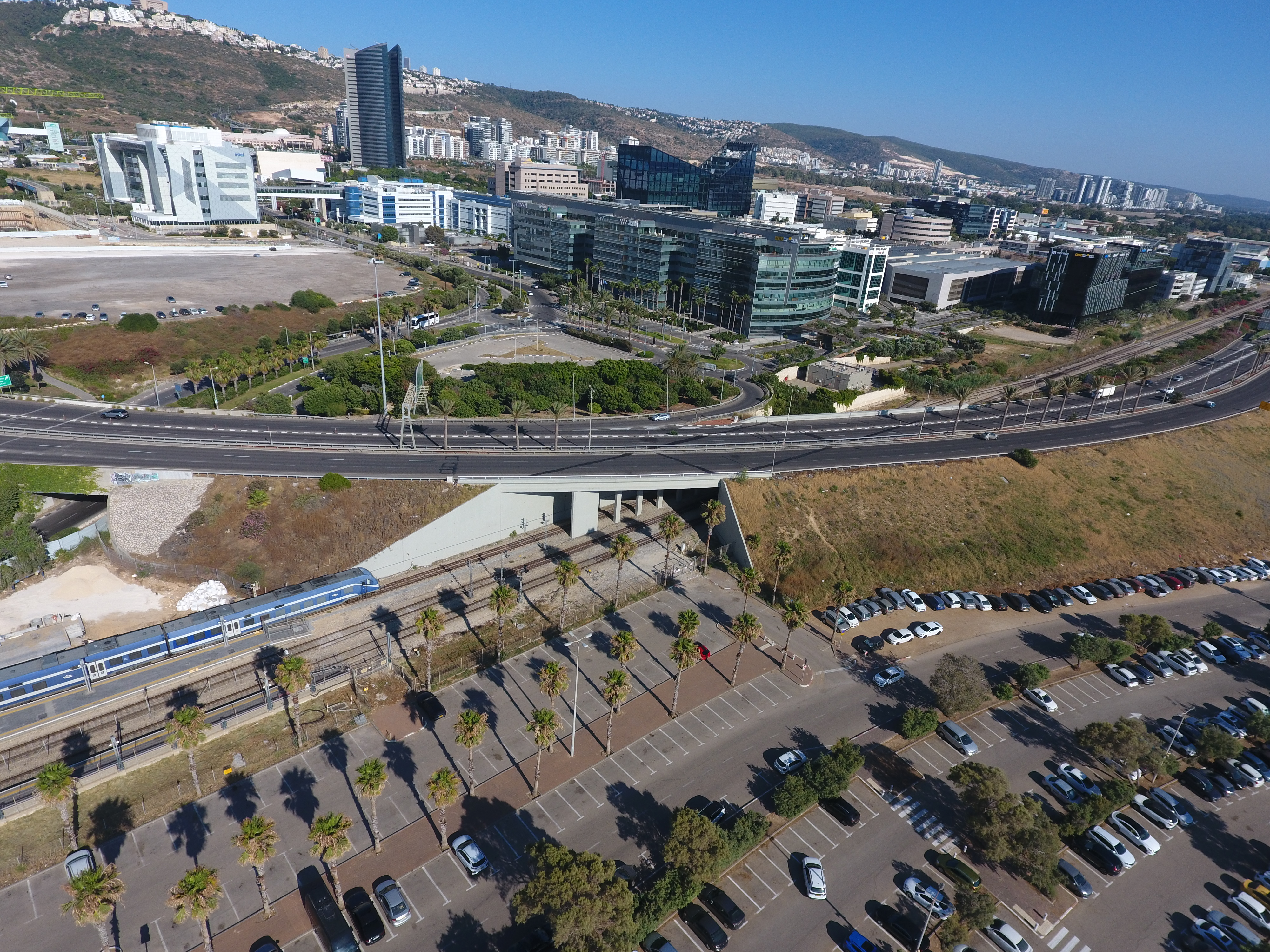
Науково-промисловий центр Матам
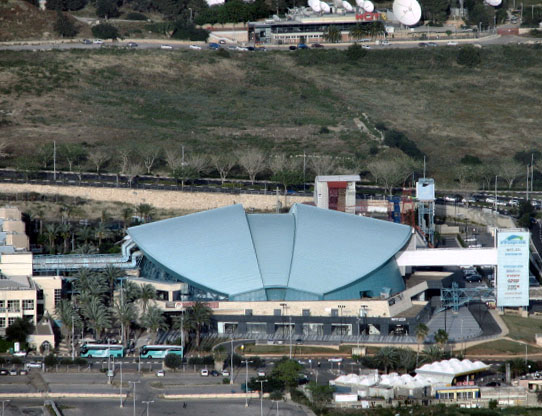
Центр конгресів
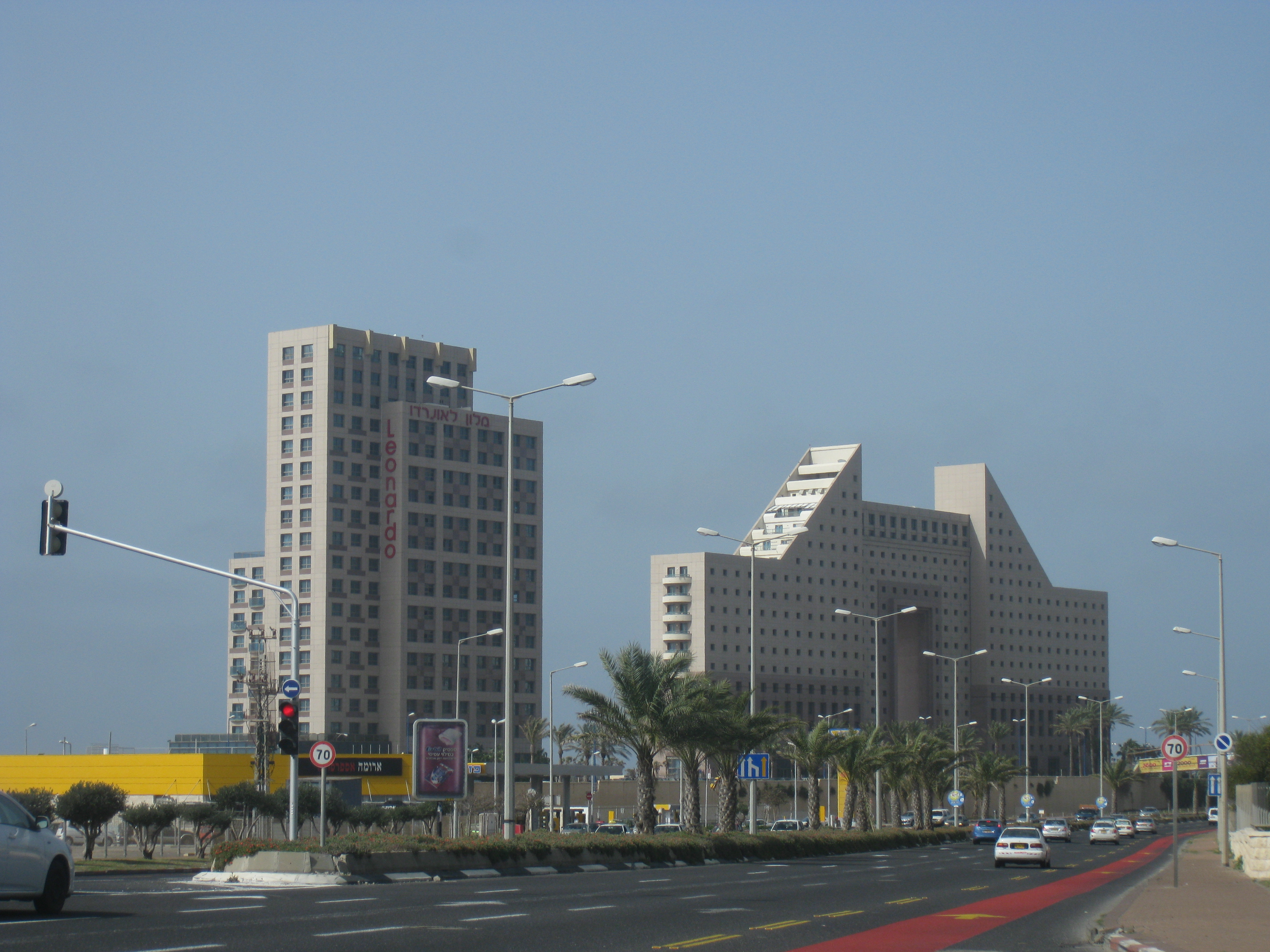
Готель Леонардо
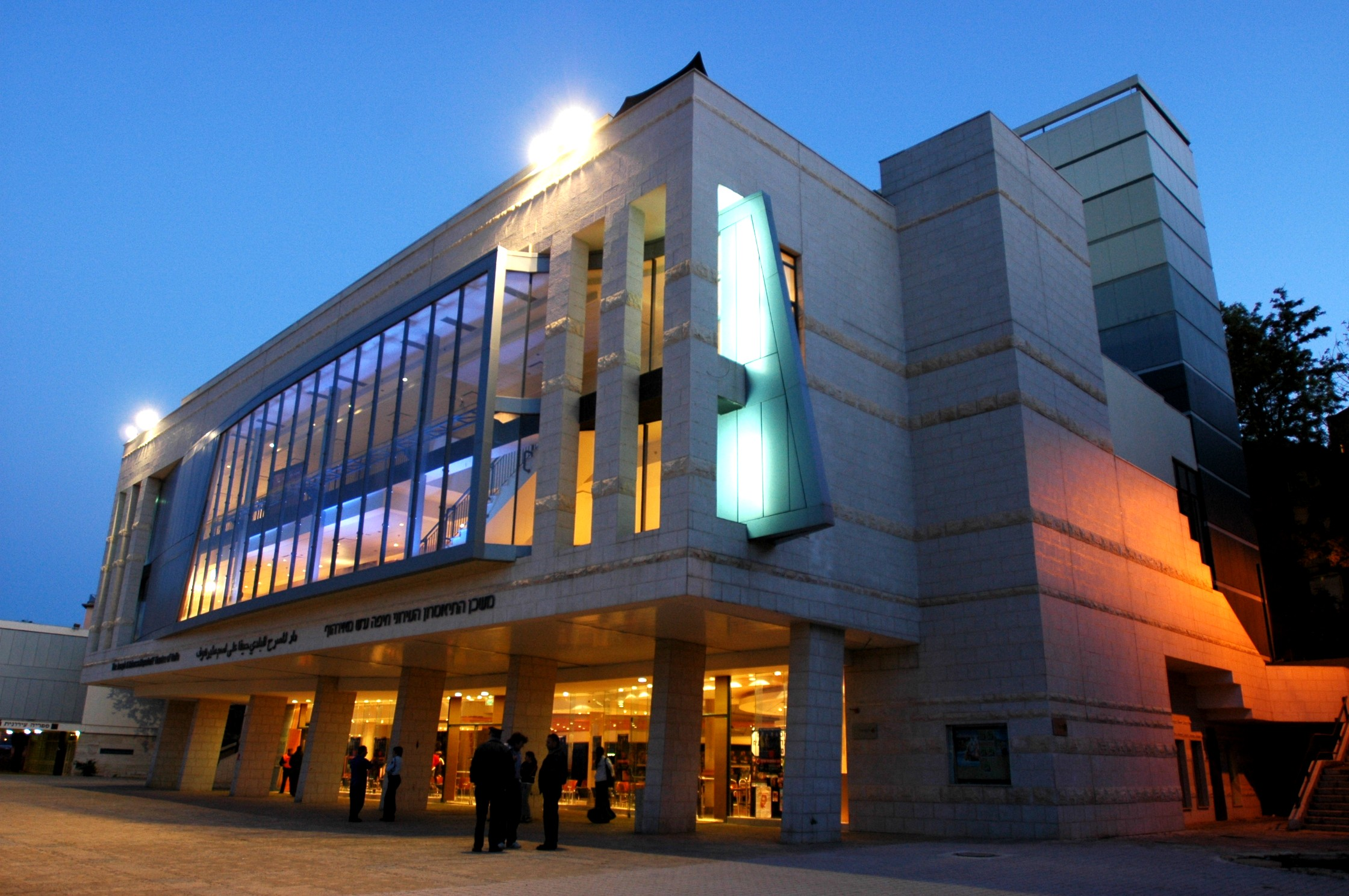
Театр Хайфи ,перший муніципальний театр Ізраїлю.
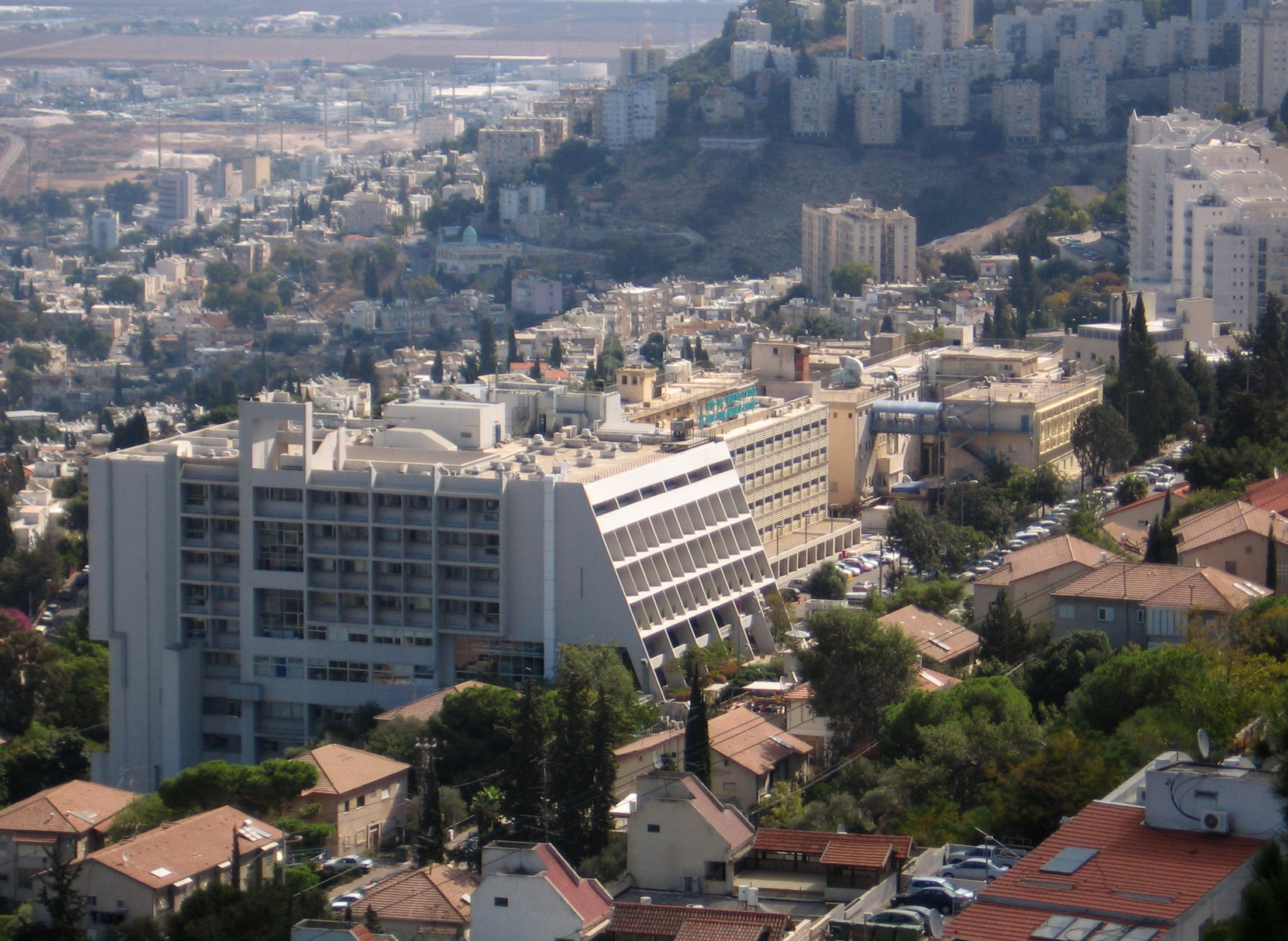
Медичний центр Бней-Ціон
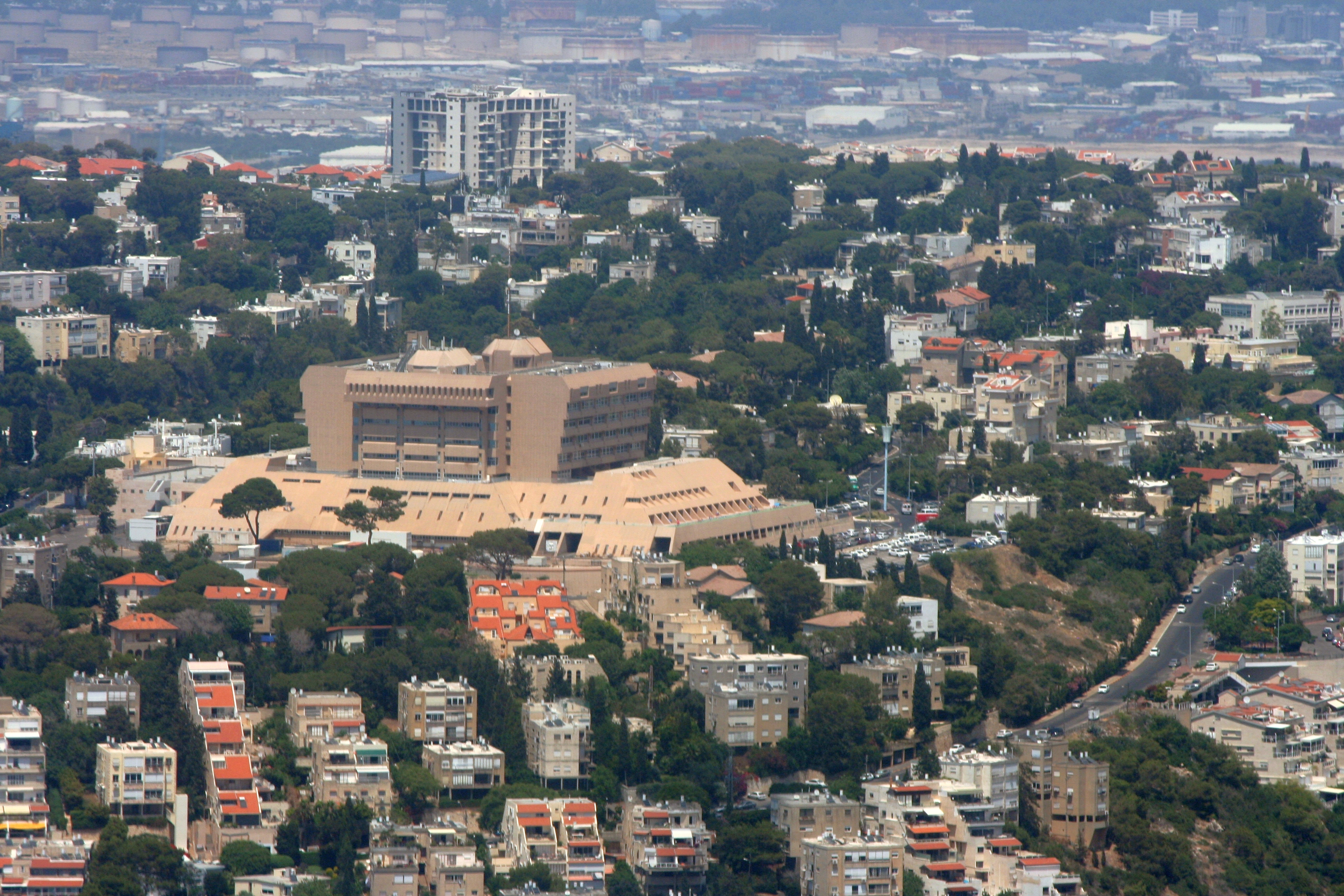
Медичний центр Кармель
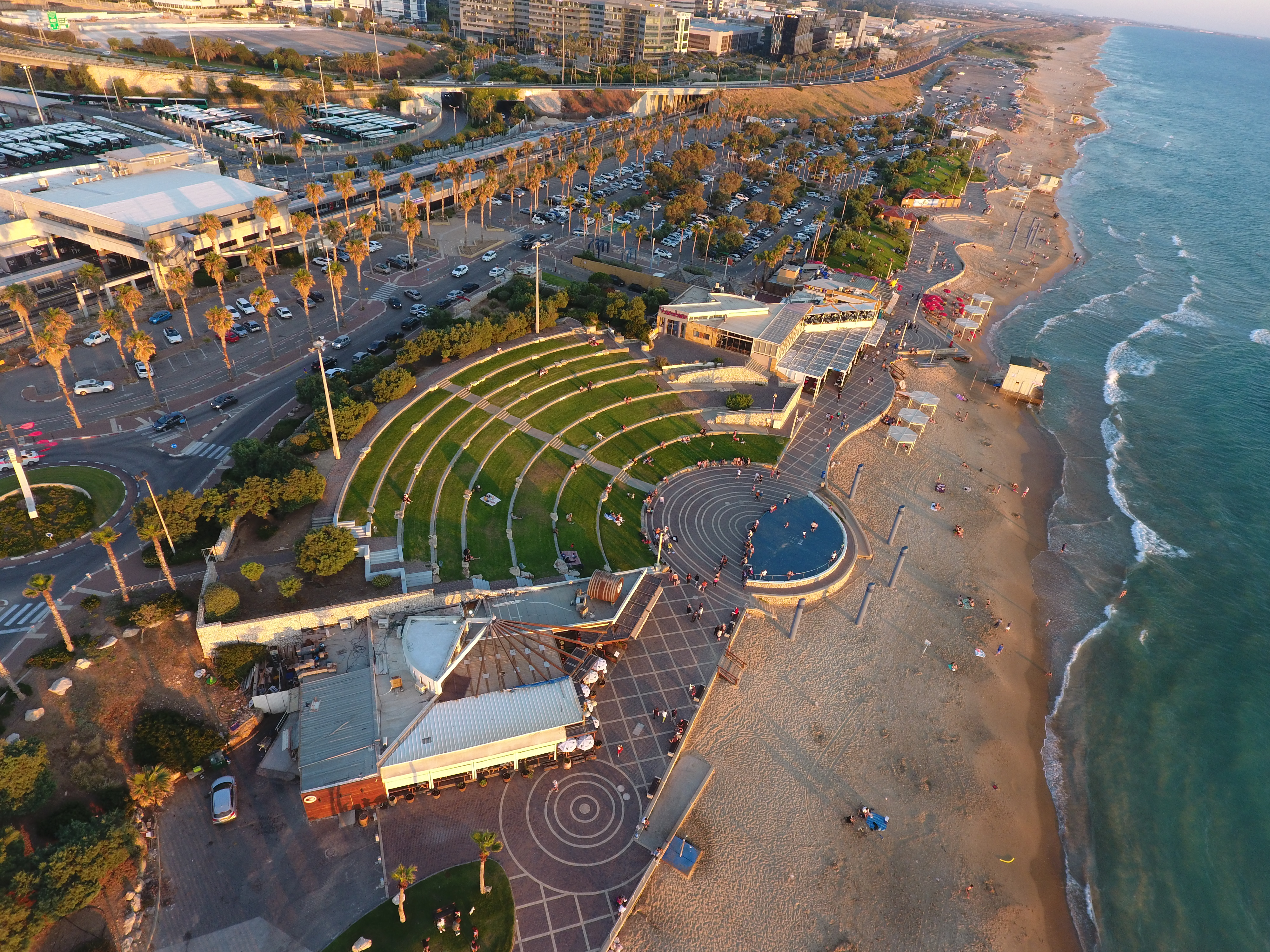
Пляж «Дадо»